# 2017年
2017年（2017 ねん）は、西暦（グレゴリオ暦）による、日曜日から始まる平年。平成29年。
この項目では国際的な視点に基づいた2017年について記載する。

## 他の紀年法
- 干支：丁酉（ひのと とり）
- 日本（月日は一致）
  - 平成29年
  - 皇紀2677年
- 大韓民国（月日は一致）
  - 檀紀4350年
- 中華民国（月日は一致）
  - 中華民国106年
- 朝鮮民主主義人民共和国（月日は一致）
  - 主体106年
- 仏滅紀元：2559年10月4日 - 2560年10月14日
- イスラム暦：1438年4月2日 - 1439年4月12日
- ユダヤ暦：5777年4月3日 - 5778年4月13日
- Unix Time：1483228800 - 1514764799
- 修正ユリウス日(MJD)：57754 - 58118
- リリウス日(LD)：158595 - 158959

## カレンダー
| 1月 |    |    |    |    |    |    |
| 日  | 月 | 火 | 水 | 木 | 金 | 土 |
| 1   | 2  | 3  | 4  | 5  | 6  | 7  |
| 8   | 9  | 10 | 11 | 12 | 13 | 14 |
| 15  | 16 | 17 | 18 | 19 | 20 | 21 |
| 22  | 23 | 24 | 25 | 26 | 27 | 28 |
| 29  | 30 | 31 |    |    |    |    |
|     |    |    |    |    |    |    |

| 2月 |    |    |    |    |    |    |
| 日  | 月 | 火 | 水 | 木 | 金 | 土 |
|     |    |    | 1  | 2  | 3  | 4  |
| 5   | 6  | 7  | 8  | 9  | 10 | 11 |
| 12  | 13 | 14 | 15 | 16 | 17 | 18 |
| 19  | 20 | 21 | 22 | 23 | 24 | 25 |
| 26  | 27 | 28 |    |    |    |    |
|     |    |    |    |    |    |    |

| 3月 |    |    |    |    |    |    |
| 日  | 月 | 火 | 水 | 木 | 金 | 土 |
|     |    |    | 1  | 2  | 3  | 4  |
| 5   | 6  | 7  | 8  | 9  | 10 | 11 |
| 12  | 13 | 14 | 15 | 16 | 17 | 18 |
| 19  | 20 | 21 | 22 | 23 | 24 | 25 |
| 26  | 27 | 28 | 29 | 30 | 31 |    |
|     |    |    |    |    |    |    |

| 4月 |    |    |    |    |    |    |
| 日  | 月 | 火 | 水 | 木 | 金 | 土 |
|     |    |    |    |    |    | 1  |
| 2   | 3  | 4  | 5  | 6  | 7  | 8  |
| 9   | 10 | 11 | 12 | 13 | 14 | 15 |
| 16  | 17 | 18 | 19 | 20 | 21 | 22 |
| 23  | 24 | 25 | 26 | 27 | 28 | 29 |
| 30  |    |    |    |    |    |    |
|     |    |    |    |    |    |    |

| 5月 |    |    |    |    |    |    |
| 日  | 月 | 火 | 水 | 木 | 金 | 土 |
|     | 1  | 2  | 3  | 4  | 5  | 6  |
| 7   | 8  | 9  | 10 | 11 | 12 | 13 |
| 14  | 15 | 16 | 17 | 18 | 19 | 20 |
| 21  | 22 | 23 | 24 | 25 | 26 | 27 |
| 28  | 29 | 30 | 31 |    |    |    |
|     |    |    |    |    |    |    |

| 6月 |    |    |    |    |    |    |
| 日  | 月 | 火 | 水 | 木 | 金 | 土 |
|     |    |    |    | 1  | 2  | 3  |
| 4   | 5  | 6  | 7  | 8  | 9  | 10 |
| 11  | 12 | 13 | 14 | 15 | 16 | 17 |
| 18  | 19 | 20 | 21 | 22 | 23 | 24 |
| 25  | 26 | 27 | 28 | 29 | 30 |    |
|     |    |    |    |    |    |    |

| 7月 |    |    |    |    |    |    |
| 日  | 月 | 火 | 水 | 木 | 金 | 土 |
|     |    |    |    |    |    | 1  |
| 2   | 3  | 4  | 5  | 6  | 7  | 8  |
| 9   | 10 | 11 | 12 | 13 | 14 | 15 |
| 16  | 17 | 18 | 19 | 20 | 21 | 22 |
| 23  | 24 | 25 | 26 | 27 | 28 | 29 |
| 30  | 31 |    |    |    |    |    |
|     |    |    |    |    |    |    |

| 8月 |    |    |    |    |    |    |
| 日  | 月 | 火 | 水 | 木 | 金 | 土 |
|     |    | 1  | 2  | 3  | 4  | 5  |
| 6   | 7  | 8  | 9  | 10 | 11 | 12 |
| 13  | 14 | 15 | 16 | 17 | 18 | 19 |
| 20  | 21 | 22 | 23 | 24 | 25 | 26 |
| 27  | 28 | 29 | 30 | 31 |    |    |
|     |    |    |    |    |    |    |

| 9月 |    |    |    |    |    |    |
| 日  | 月 | 火 | 水 | 木 | 金 | 土 |
|     |    |    |    |    | 1  | 2  |
| 3   | 4  | 5  | 6  | 7  | 8  | 9  |
| 10  | 11 | 12 | 13 | 14 | 15 | 16 |
| 17  | 18 | 19 | 20 | 21 | 22 | 23 |
| 24  | 25 | 26 | 27 | 28 | 29 | 30 |
|     |    |    |    |    |    |    |

| 10月 |    |    |    |    |    |    |
| 日   | 月 | 火 | 水 | 木 | 金 | 土 |
| 1    | 2  | 3  | 4  | 5  | 6  | 7  |
| 8    | 9  | 10 | 11 | 12 | 13 | 14 |
| 15   | 16 | 17 | 18 | 19 | 20 | 21 |
| 22   | 23 | 24 | 25 | 26 | 27 | 28 |
| 29   | 30 | 31 |    |    |    |    |
|      |    |    |    |    |    |    |

| 11月 |    |    |    |    |    |    |
| 日   | 月 | 火 | 水 | 木 | 金 | 土 |
|      |    |    | 1  | 2  | 3  | 4  |
| 5    | 6  | 7  | 8  | 9  | 10 | 11 |
| 12   | 13 | 14 | 15 | 16 | 17 | 18 |
| 19   | 20 | 21 | 22 | 23 | 24 | 25 |
| 26   | 27 | 28 | 29 | 30 |    |    |
|      |    |    |    |    |    |    |

| 12月 |    |    |    |    |    |    |
| 日   | 月 | 火 | 水 | 木 | 金 | 土 |
|      |    |    |    |    | 1  | 2  |
| 3    | 4  | 5  | 6  | 7  | 8  | 9  |
| 10   | 11 | 12 | 13 | 14 | 15 | 16 |
| 17   | 18 | 19 | 20 | 21 | 22 | 23 |
| 24   | 25 | 26 | 27 | 28 | 29 | 30 |
| 31   |    |    |    |    |    |    |
|      |    |    |    |    |    |    |

## できごと

### 1月
- 1月1日
  - アントニオ・グテーレスが、第9代国際連合事務総長に就任[1]
  - トルコ・イスタンブールのナイトクラブにて銃撃乱射事件が発生、39名が死亡、69名が負傷した[2]。
- 1月6日
  - アメリカ合衆国連邦議会にて、2016年11月に執行されたアメリカ合衆国大統領選挙で選出された選挙人による公式投票の結果が集計され、共和党候補者のドナルド・トランプが304票、民主党候補者のヒラリー・クリントンが227票、その他候補者が7票を獲得した。この結果、ドナルド・トランプの第45代アメリカ合衆国大統領当選が正式に決定された[3]。
- 1月9日
  - 強い寒波の影響でこの日までにポーランドやイタリアなどで40人が死亡[4]。
- 1月10日 - フィリピン南方の沖合でマグニチュード7.3の地震が発生[5]。
- 1月14日
  - リビアから出航した難民船が転覆し、8人の死亡が確認され、100人以上が死亡した可能性が出た[6]。
- 1月16日
  - トルコの貨物機がキルギスで墜落し、現場の住民を含む37人が死亡[7]。
- 1月17日
  - ナイジェリア軍がボコ・ハラム掃討作戦における誤爆で避難民や援助職員など50人以上を死亡させた[8]。
- 1月17日 - 20日
  - 第47回世界経済フォーラム[9]。
  - バラク・オバマ米大統領任期満了。ドナルド・トランプが、ワシントンの連邦議会特設会場にて執行された大統領就任式典に於いて、東部標準時正午に就任宣誓を行って第45代アメリカ合衆国大統領に就任した[10]。
  - アメリカ合衆国政府は環太平洋戦略的経済連携協定について、ドナルド・トランプ第45代大統領就任と同時に本協定から離脱する意思を表明した[11]。
- 1月21日
  - ドナルド・トランプ米大統領就任の翌日、世界各地で抗議デモが起きた。その規模は主催団体の発表によると80カ国、480万人[12]。
- 1月22日 - 15時30分ごろパプアニューギニアでマグニチュード7.9の地震が発生[13]。
- 1月26日
  - 世界終末時計が2年ぶりに進み、1953年以来となる残り2分30秒まで迫った。核兵器拡散防止や気候変動対策に消極的なドナルド・トランプ米大統領の発言が主な原因[14]。
- 1月27日
  - チリ中部で1週間にわたって大規模な山火事が続き、これまでに消防士など10人が死亡[15]。同月22日に政府より非常事態宣言が発令された。
  - ドナルド・トランプ米大統領により大統領令13769号が発令され、イラク、イラン、リビア、ソマリア、スーダン、シリア、イエメンの全国民の入国が90日間は禁止となった。
- 1月29日
  - カナダ・ケベック州のモスクで銃乱射事件が発生し、5人死亡[16]。

### 2月
- 2月5日
  - アフガニスタンで雪崩が発生し、100人以上が死亡[17]。
- 2月6日
  - トルコで過去最大規模となる750人以上のISIL戦闘員が拘束された[18]。
- 2月10日
  - ニュージーランド・ゴールデン湾で同国で過去最大規模となる400頭のクジラが打ち上げられ、その大半は死亡していることが確認された[19]。
  - ウィキペディアはイギリス・デイリー・メールが「全般的に信頼できない」として、このメディアからの引用を禁止することを発表[20]。
- 2月13日 - 金正日朝鮮労働党中央委員会総書記の長男である金正男がマレーシアで殺害される[21]。
- 2月18日
  - アルゼンチン・アコンカグア付近で長距離バスが横転し、少なくとも18人が死亡、20人が怪我[22]。
  - ベルギー・ブリュッセルで列車脱線事故が発生し、1人が死亡、27人が負傷[23]。
- 2月21日 - 2011年にスーダンから分離独立した南スーダンでは、内戦の影響で飢饉が発生し、10万人もの人々が飢餓寸前であることが発表され、また人口の4割の人々が緊急援助が必要であることがこの日までにわかった[24]。
- 2月22日 - アメリカ航空宇宙局は地球によく似た太陽系外惑星7つを39光年先の宇宙で発見したことを発表[25]
- 2月24日 - アルゼンチン・ロサリオでバス同士が正面衝突し、13人が死亡、34人が負傷[26]。
- 2月25日
  - ドイツ・ハイデルベルクで、乗用車が歩行者に突っ込み、1人が死亡、2人が負傷[27]。
  - アゼルバイジャンのイルハム・アリエフ大統領が妻を副大統領に任命[28]。
- 2月28日
  - 2015年にバングラデシュ北部で、日本人男性がイスラム過激派メンバーに殺害された事件で、裁判所が被告5人に死刑を言い渡した[29]。
  - Amazon.comのオンラインストレージサービス・Amazon S3で大規模障害が約4時間にわたって発生し、ESPNやAOL等の15万ものウェブサイトに影響が出た[30]。

### 3月
- 3月3日 - 任天堂の家庭用ゲーム機「Nintendo Switch」が日本、北米、欧州、オーストラリア、香港などで同時発売[31]。
- 3月6日
  - ソマリアの干ばつが深刻化し、同月4日までの2日間で110人が死亡したことが発表され、飢餓人口が620万人と見られる[32]。
  - 2017 ワールド・ベースボール・クラシックが開幕[33]。
  - ザンビアの首都ルサカで食料配給に大勢が殺到し、少なくとも8人が死亡、28人が負傷[34]。
- 3月8日 - グアテマラ・グアテマラシティの児童養護施設で火災が発生し、10代の少女ら少なくとも22人死亡、38人負傷[35]。
- 3月9日 - ドイツ・デュッセルドルフの駅で斧を持った男が襲撃し、7人負傷[36]。
- 3月10日
  - トルコ・イスタンブールでヘリコプターがテレビ塔に衝突して墜落し、7人死亡[37]。
  - 日本政府、南スーダンに於けるインフラ整備がほぼ完了したとして、自衛隊の国際連合平和維持活動を5月末までに撤退すると発表[38]。
  - 東京メトロ銀座線の01系がこの日限りで営業運転終了[39]。
- 3月11日
  - エチオピアの首都アディスアベバでごみの山が崩壊し、46人死亡、数十人が負傷[40]。
  - タンザニアのムベヤからダルエスサラームに向かっていた満員のバスがトラックと衝突し、42人が死亡、20人以上が重傷[41]。
- 3月12日 - ハイチ・ゴナイーヴでバスがひき逃げ事故を起こした後、路上演奏家の集団に猛スピードで突っ込み、38人死亡、13人負傷[42]。
- 3月18日 - 南米のペルーでは、断続的に続く大雨の影響で洪水が発生し、17日までに67人が死亡した。また、首都のリマ近郊では6万5000人の人々が帰宅困難な状態に陥った[43]。
- 3月19日 - ガーナ・キンタンポ（英語版）のキンタンポの滝で暴風雨により木が倒れ、遊泳中の高校生ら20人が死亡[44]。
- 3月20日 - フランス領ギアナ、クールーで「500人の兄弟（500 frères）」が、現地においての労働条件と治安の改善を訴える抗議活動を開始。
- 3月22日
  - ワールド・ベースボール・クラシック決勝戦・アメリカ対プエルトリコはアメリカが8-0で勝利し、初優勝を達成[45]。
  - 英国国会議事堂付近で男が車で歩道上の歩行者を次々に跳ねた後、議会の敷地内に侵入し、ナイフで警察官に切りかかったところで別の警察官に射殺された。この事件で4人が死亡、40人が負傷した。ロンドン警視庁は男がイスラム過激主義の影響を受けた可能性があるとしている[46]。
- 3月23日 - ウクライナの首都キエフで、ウラジーミル・プーチン露大統領に批判的な立場をとっていた元下院議員のデニス・ボロネンコフ（英語版）が暗殺された[47]。
- 3月24日 - コンゴ民主共和国中央カサイ州で約40人の警察官が武装勢力に襲われ、殺害された[48]。

### 4月
- 4月1日 - 前月31日にコロンビアのモコアで川が氾濫し、大規模な地すべりが発生、この日までに206人の死亡が確認された[49]。
- 4月3日 - ロシアのサンクトペテルブルクの地下鉄で、爆発が発生[50]。ロシア保健省は、この爆発により10人が死亡し、47人が負傷したと発表した[51]。
- 4月6日
  - ドナルド・トランプ米大統領と中国・習近平国家主席（党総書記）による米中首脳会談が開催[52]。
  - アメリカ合衆国・トランプ政権は、アサド政権がシリア国内で化学兵器を使用したと断定し、その対抗措置として、化学兵器が貯蔵されていたとされるシリア空軍基地に対しトマホーク巡航ミサイル59発での攻撃を行った[53]。
  - アメリカ合衆国によるシャイラト空軍基地に対する攻撃と同時に、ISILがホムスとシャイラトを結ぶ車線沿いのシリア軍の陣地を攻撃[54]。
- 4月7日 - スウェーデンの首都ストックホルムでトラックが暴走し、通行人4人が死亡[55]。
- 4月9日 - エジプト・タンタで爆発、21人が死亡、40人以上が負傷。数時間後にアレクサンドリアでも爆発、少なくとも11人が死亡[56]。
- 4月10日 - 日本のフィギュアスケート選手の浅田真央が、自身のブログで現役引退を表明[57]。
- 4月11日
  - Microsoft Windows Vistaの延長サポート終了。
  - ドイツのドルトムントにて、プロサッカーチーム：ボルシア・ドルトムント選手らが乗車したクラブ専用バスが、道端などに仕掛けられた爆弾により破損。負傷者2名[58]。
- 4月13日
  - 南谷真鈴が北極点に到達。日本人としては初めて七大陸最高峰頂上・北極点・南極点の全到達者たるエクスプローラーズ・グランドスラムを達成する[59]。
  - メキシコ・ゲレーロ州で観光バスとタンクローリーが衝突し、少なくとも24人が死亡、9人が負傷[60]。
- 4月14日 - スリランカ・コロンナーワでごみ山が崩落し、少なくとも19人が死亡[61]。
- 4月15日
  - 1800年代生まれの最後の一人とされてきたイタリアの世界最高齢の女性、エンマ・モラーノが117歳で死去した[62]。
- 4月16日 - トルコで憲法改正案を承認するかどうか是非を問う国民投票で賛成派が反対派を上回り、大統領の権限が強化されることとなった[63]。
- 4月18日
  - フィリピン・ヌエヴァ・エシハ州でバスが渓谷に転落し、31人が死亡[64]。
  - トルコ・トゥンジェリで警察のヘリコプターが墜落し、乗員12人全員が死亡[65]。
- 4月19日
  - エジプトのルクソール近郊にあるドゥラ・アブル・ナガ墓群にて8体のミイラと装飾された木棺、1000体を超す埋葬品が発掘された[66]。
- 4月21日 - 南アフリカの首都プレトリア郊外で小型バスとトラックが衝突・炎上し、少なくとも子供19人が死亡[67]。
- 4月23日 - 2017年フランス大統領選挙1回目投票。過半数を獲得する候補者がいなかったため、5月7日にエマニュエル・マクロン候補と2名による決選投票が執行されることになった[68]。
- 4月29日 - トルコ政府がウィキペディアへのアクセスを完全遮断するなどの命令を下す[69]。
- 4月30日 - インドネシア・ジャワ島でバスが暴走し、少なくとも11人が死亡、約50人が負傷[70]。

### 5月
- 5月3日
  - アメリカ合衆国自治領のプエルトリコが連邦地裁に破産申請を行った。債務は700億ドルで、自治体としてはアメリカ合衆国最大の破産手続きとなる[71]。
  - イラン北部ゴレスターン州ゼメスタン・ヨート炭鉱で爆発による落盤事故が発生し、21人が死亡し、14人の救出も絶望[72]。
  - ソマリアのアブドゥラヒ・シェイク・アッバース（英語版）公共事業・国土再建担当大臣が治安部隊にイスラーム過激派と誤認され殺害される[73]。
- 5月5日
  - プエルトリコが財政破綻、負債総額は日本円換算：約8.3兆円[74]。
  - インドネシア・スマトラ島の刑務所から受刑者400人以上が集団脱走する事件が発生し、同月8日時点で219人が拘束され、200人以上は逃亡中[75]。
- 5月6日
  - タンザニア・カラトゥ地区（英語版）でバスが崖から転落し、小学生29人含む32人死亡[76]。
- 5月7日
  - 2017年フランス大統領選挙、エマニュエル・マクロン候補とマリーヌ・ル・ペン候補の上位2名による決選投票が行われ、マクロン候補がル・ペン候補を退け当選[77]。マクロン新大統領は39歳で、フランス史上最年少の大統領となる[78]。同月14日に大統領就任。
  - ベトナム・ザライ省で一方通行の道路を逆走したトラックがバスと衝突し、少なくとも11人が死亡、23人が負傷[79]。
- 5月8日 - メキシコ・プエブラ州で花火倉庫が爆発し、子ども11人を含む14人が死亡、22人が負傷[80]。
- 5月9日 - 朴槿恵・前大統領の罷免に伴う大韓民国第19代大統領選挙は、共に民主党の文在寅候補が大差で勝利[81]。2008年2月に就任した李明博元大統領以降、2代続いた保守系政権から革新系へ約9年ぶりの政権交代。翌日に大統領に就任。
- 5月11日 - アメリカのライセンス企業、アイコニックス・ブランド（英語版）社は自社が保有する『ピーナッツ』の諸権利を管理するピーナッツワールドワイドLLCの株をカナダのメディアプロダクション会社、DHXメディアに売却。長年CM契約を結んでいたメットライフも使用を打ち切る方針[82]。
- 5月12日
  - 世界各国にランサムウェアを用いたサイバー攻撃。翌13日の時点で被害国は99ヶ国、被害件数7万5千件に昇っている[83]。
  - 世界保健機関がコンゴ民主共和国でエボラ出血熱の発生を発表。同国では2014年以来3年ぶり[84]。
  - パプアニューギニア東部ラエの刑務所で受刑者77人が集団脱走する事件が発生し、うち17人が刑務官に射殺された[85]。
- 5月13日 - トルコ・マルマリス近郊でバスが道路下に落下し、少なくとも23人が死亡、11人が重傷[86]。
- 5月14日 - エジプト中部ミニヤー県のトゥーナ・エル・ゲベル地域にある地下墓地で民間人17人のミイラが発見。同地で王族でない者のミイラ発見は初[87]。
- 5月18日
  - リビア南部で国民合意政府（英語版）側の民兵組織がリビア国民軍のブラク・アルシャティ航空基地を攻撃し、141人が死亡した[88]。
  - アイルランドのエンダ・ケニー首相が少数与党・フィナ・ゲール党首を辞任。6月13日に後任のレオ・バラッカー就任により首相辞任[89]。
- 5月19日
  - スウェーデン検察当局は2010年から行われていたジュリアン・アサンジに対する性的暴行容疑での捜査を打ち切ったと声明で発表[90]。
  - 世界保健機関がイエメンで流行しているコレラによって過去3週間で242人が死亡し、さらに約2万3500人に感染の危険があると発表。6月23日の段階では死者は1265人にまで上り、感染危険者も約19万3千人に拡大[91][92]。
- 5月22日
  - イギリス、マンチェスターにあるマンチェスター・アリーナで爆破事件が発生。翌23日までに22人が死亡、60人近くが負傷した。事件当日、会場ではアリアナ・グランデのワールド・ツアー公演が催されている最中で、爆発は建物内のロビー通路付近で発生。単独犯による自爆テロと見られている[93]。
  - タイ、バンコクの病院で爆発、20人超が負傷。当局は爆弾による爆発事件であると発表。6月15日に市内に住む電気技師の男が事件に関与したとして逮捕。自宅からは作りかけの爆弾や材料が発見されている。男は現軍事政権に敵意があったと容疑を認めている[94][95]。
  - ジュネーブで世界保健機関の年次総会が開幕[96]。
- 5月23日 - フィリピン政府はISに呼応した武装組織との交戦が拡大する南部ミンダナオ島全域に戒厳令を発動[97]。
- 5月24日 - インドネシア、ジャカルタのバスターミナルで自爆攻撃。警察官3人が死亡、数名が負傷[98]。
- 5月25日
  - ギリシャ、アテネでルーカス・パパデモス元首相が乗った車で爆発事件。車内で開封した手紙に仕込まれた爆弾による。元首相は重傷も命に別状はない[99]。
  - ニュージーランドの航空宇宙企業、ロケット・ラボ社が試作機「エレクトロン」号の打ち上げに成功。ロケット打ち上げに成功した国は11番目[100]。
- 5月26日
  - 第43回先進国首脳会議がイタリア、タオルミーナで開幕[101]。
  - エジプト中部ミニヤー県でコプト教徒を乗せたバスが武装組織に襲撃を受け、28人が死亡。エジプト政府は報復として隣国リビアの武装組織拠点を空爆したと発表[102]。
  - リビア、トリポリにて統一政府側の勢力と対立する民兵組織との間で交戦。政府側だけで52人が死亡。政府側は民兵組織が支配していた市内南部の刑務所を奪還[103]。
- 5月27日 - 雨期に入ったスリランカで記録的な大雨による洪水や土砂災害によって、この日までに少なくとも103人が死亡、23万人が避難していると発表[104]。
- 5月28日 - 第101回インディ500決勝レースにて、佐藤琢磨が日本人初の優勝[105]。
- 5月30日
  - イラク、バグラッド中心部で相次ぎ爆弾テロが発生。死者は少なくとも27人、負傷者は110人以上。また、西部アンバール県ヒートでも爆発テロがあり、死者13人、負傷者22人。いずれもISILが犯行声明を出している[106]。
  - ベトナム、タインニエン紙が、中国が南沙諸島クアテロン礁にて7階建ての建物やレーダー通信用設備、灯台などを設立したと報道[107]。
  - 丁コペンハーゲンにある人魚姫の像が何者かに全身をスプレー塗料で塗られる。付近には同じ塗料で捕鯨に抗議する書き込みがあり、警察は反捕鯨団体の犯行と見ている[108]。
  - 28日に発生したサイクロン・モラ（英語版）がバングラデシュ南岸を直撃。約30万人が避難[109]。
- 5月31日
  - アフガニスタン首都カブールで自動車爆弾による大規模な爆発事件。現場は各国大使館が立ち並ぶ地区で80人以上が死亡、日本大使館内にいた日本人2人を含め350人以上が負傷[110]。
  - フィリピン、ミンダナオ島マラウィ市内にて23日から続く政府治安部隊とアブ・サヤフとの戦闘にて、この日までにメンバー89人、治安部隊21人、民間人19人が死亡[111]。

### 6月
- 6月1日 - トランプ大統領が、地球温暖化対策の国際枠組み「パリ協定」からのアメリカの離脱を正式表明した[112]。
- 6月2日
  - フィリピン、マニラのリゾート施設「リゾーツ・ワールド・マニラ」内のカジノで男が発砲し、施設内に放火。火災で逃げ遅れた37人が死亡。65人以上が負傷。犯人も自殺[113]。
- 6月3日
  - イギリス、ロンドン中心部のロンドン橋で暴走車両による追突事件。通行人をはねた男らはバラマーケットで下車してさらなる襲撃を行う。7人が死亡、48人が負傷。犯人3人は射殺。翌4日、メイ首相はイスラム激思想に感化された者によるテロとの見方を示した[114]。
  - アフガニスタン、カブールで葬儀中に自爆テロが発生。7人が死亡、119人が負傷。葬儀は前日に行われた反政府デモで死亡した上院幹部の息子のもので、アブドラ行政長官など政府高官が参列していた[115]。
- 6月5日
  - モンテネグロがNATOに加盟。
  - サウジアラビア・バーレーン・エジプト・アラブ首長国連邦・イエメンの5ヶ国がカタールに対し、テロ組織を支援したとして国交断絶を通告したことを発表[116][117][118]。
- 6月6日
  - 前日の5ヶ国に引き続き、モーリタニア、リビア、モルディブがカタールとの断交を宣言。ヨルダンもカタールに本社を置くアルジャジーラの放送免許を取り消すなど、関係の格下げを宣言[119]。
  - フランス・パリ中心部ノートルダム寺院前にて、ISILに感化されたアルジェリア人の男がハンマーで警官を襲撃し取り押さえられる[120]。
- 6月7日 - ミャンマーの軍用機がダウェイ沖で墜落し、同月8日までに31人の死亡が確認され、その他91人も安否不明[121]。
- 6月8日
  - ジンバブエ北部のザンビアとの国境付近でバスが木に衝突し、43人が死亡[122]。
- 6月9日
  - カザフスタン・アスタナにて開催された上海協力機構首脳会議にて、インド、パキスタン両国の機構加盟が決定[123]。
  - 2017年イギリス総選挙投開票にて、与党・保守党は第一党を維持するも、318議席と選挙前の議席を下回り、単独過半数の326議席を維持することには失敗した。一方の最大野党・労働党も議席を262議席と増加させるも政権交代はならず、第二次世界大戦後では3度目の宙ぶらりんの議会となった。また、第3党のスコットランド国民党は35議席と大幅に減少。右派イギリス独立党は得票率が1.8％に留まり、議席を失った[124][125]。
  - ローザンヌでのIOC理事会で2020年東京オリンピックの柔道男女混合団体戦、水泳400メートル男女混合メドレーリレー、陸上競技1600メートル男女混合リレー、バスケットボール3x3男女、卓球男女混合ダブルス、トライアスロン男女混合リレー、ボクシング女子2階級などの導入、アーチェリー団体男女、ボクシング男子2階級、ウエイトリフティング男子1階級などの削減など実施種目の339種目が決定[126]。
- 6月10日
  - アスタナ国際博覧会開会[127]。
  - リビア国民代議院は西部ジンタン（英語版）にて拘束されていた故カダフィ大佐の次男、サイフ・アル＝イスラーム・ムアンマル・アル＝カッザーフィー受刑者を9日までに釈放したと発表[128]。
- 6月11日
  - アメリカ軍がソマリア南部にて、アル・シャバブの訓練施設を無人機で空襲。8人が死亡したと発表[129]。
  - コンゴ民主共和国・北キヴ州ベニにて、刑務所が武装集団に襲撃され11人が死亡。900人以上の受刑者が脱獄した[130]。
  - プエルトリコで州昇格を問う住民投票が行われ、州昇格支持が97％を獲得したが、昇格反対派野党による投票ボイコットの呼びかけもあり、投票率は23％に留まった[131]。
- 6月12日
  - 11日からイタリア・ボローニャで行われていた先進7カ国環境相会合はアメリカを除く6カ国がパリ協定の履行を推進すると盛り込んだ共同声明を採択して閉幕[132]。
- 6月13日
  - バングラデシュ南東部を襲った豪雨と土砂災害で、この日までに134人以上が死亡[133]。
- 6月14日
  - ソマリア・モガディシオ市内でアル・シャバブの武装集団がレストランを襲撃。31人あまりが死亡し、約40人が負傷。実行犯5人は治安部隊により射殺[134]。
- 6月16日 - ロシア国防省が、5月28日にシリアのラッカ近郊でロシア航空宇宙軍がISIL幹部の会合を狙って空爆を行い、その結果ISILのアブー・バクル・アル＝バグダーディー指導者が死亡した可能性があるとが発表した[135]。
- 6月17日
  - ポルトガル・コインブラ郊外の森林で火災が発生。翌18日までに少なくとも62人が死亡。50人以上が負傷[136]。
  - イエメン、サアダ県県都・サアダ（英語版）の市場にサウジアラビア軍主導の連合軍が空爆。25人以上が死亡[137]。
  - コロンビアの首都ボゴタのショッピングセンターで爆発が発生し、3人が死亡、11人が負傷[138]。
  - バヌアツのボールドウィン・ロンズデール大統領が急死[139]。
  - アメリカの歌手、ケイティ・ペリーのTwitterアカウントのフォロワー数が、単一アカウントでは世界初の1億人に到達する[140]。
- 6月18日
  - マリの首都バマコ郊外のリゾート施設を武装集団が襲撃。4人が死亡、フランス人観光客を含めた36人が一時拘束される。犯人4人が射殺され、5人が拘束[141]。
  - 有志連合軍の警告にかかわらずシリア空軍のSu-22戦闘爆撃機が民兵組織「シリア民主軍」を攻撃してきたため、シリアで対IS作戦を展開中のアメリカ海軍のF/A-18E戦闘攻撃機が、これを撃墜した[142]。
- 6月19日
  - イギリス、ロンドン北部フィンズベリー・パーク（英語版）地区のモスクで暴走車両による追突事件。1人が死亡、10人が負傷。犯人の男は現場で逮捕。イスラム教徒への憎悪が目的の単独犯と見られている[143]。
  - フランス、パリ・シャンゼリゼ通りで車が治安部隊の装甲車両に激突。乗車していた男は死亡。車内からは自動小銃や刃物が押収され、治安部隊を狙ったテロと見られる[144]。
  - タイ南部、パッターニー県の路上で爆弾による爆発事件。国軍兵士5人が死亡、4人が負傷[145]。
  - モスクワ国際バレエコンクールで男性シニア部門デュエットで大川航矢が金賞、女性シニア部門デュエット寺田翠が銅賞に入賞。また、男性ジュニア部門ソロで千野円句が金賞[146]。
- 6月20日
  - ベルギー、ブリュッセル中央駅で爆弾によるとみられる爆発事件。実行犯と思しき男が兵士に射殺。犯人はイスラム過激思想に共鳴した疑いがあるモロッコ国籍の男で、自宅から爆発物製造に用いた化学物質が押収された[147][148]。
- 6月21日
  - 中央アフリカでイスラム教系民兵組織セレカとキリスト教系民兵組織アンチ・バラカ（英語版）との間で衝突。この日までに100人以上が死亡。両者は19日に停戦合意を結んだばかりだった[149]。
  - サウジアラビアのサルマーン・ビン・アブドゥルアズィーズ国王、甥のムハンマド・ビン・ナーイフ王太子の職務全てを解任し、息子のムハンマド・ビン・サルマーン副王太子兼国防大臣を王太子および副首相に立する勅令を発布[150]。
- 6月22日
  - アフガニスタン南部ヘルマンド州ラシュカルガーにある銀行前にて自動車爆弾による爆発事件。34人が死亡、56人が負傷。タリーバーンが犯行声明を出した[151]。
  - ミャンマー政府は、西部ラカイン州の山岳地帯でロヒンギャの武装組織が運営していたとみられる訓練キャンプを発見し、武装した男3人を殺害したと発表[152]。
  - ソマリア、モガディシオの警察署に自動車爆弾の突入による自爆テロ。5人が死亡、10人が負傷。アル・シャバブが犯行声明を出している[153]。
- 6月23日
  - サウジアラビアなど4カ国は、断交したカタールに対し関係修復の条件としてイランとの関係縮小、カタール国内のトルコ軍撤退、賠償金の支払い、アルジャジーラ閉鎖など13項目を提示[154]。
  - コロンビア・ククヌバ（英語版）の炭鉱で爆発事故が発生し、少なくとも8人が死亡、5人が行方不明[155]。
  - サウジアラビア、メッカのマスジド・ハラームで男が治安部隊に発砲し、その後自爆。テロ未遂事件と見られる[156]。
  - トルコ西部アキャジ（英語版）にある娯楽施設のプールで感電事故。5人が死亡[157]。
  - パキスタン、連邦直轄部族地域クッラム管区（英語版）の都市、パラチナル（英語版）にある市場にて2度の自爆テロが発生。37人が死亡、150人以上が負傷。また、バローチスターン州クエッタでも爆弾事件が発生し、少なくとも13人が死亡、約20人が負傷[158]。
- 6月25日
  - パキスタン、パンジャーブ州バハーワルプルでタンクローリーが横転し、漏れ出た石油を求めて多くの人が殺到した中で引火し爆発。少なくとも143人が死亡、250人以上が負傷した。7月3日の段階で、死者は205人に昇った[159]。（2017年バハワルプル爆発）。
  - コロンビア、アンティオキア県メデジン郊外にあるペニョル貯水池（スペイン語版）にて150人を乗せた遊覧船が転覆。少なくとも9人が死亡、28人が行方不明[160]。
  - アルゼンチン中西部メンドーサ州で猛スピードで走行していたバスが横転し、15人が死亡、約30人が負傷[161]。
- 6月26日 - シリア南部マヤディーン（英語版）の刑務所を有志国連合が空爆。市民42人が死亡[162]。
- 6月27日
  - 欧州委員会は検索結果に自社の買い物サイトを優先させているとして、欧州連合競争法に基づきグーグル社に約3000億円の制裁金支払いを命じた[163]。
  - ウクライナやロシアに大規模なランサムウェアによるサイバー攻撃。ウクライナ政府機関や銀行、市役所などが標的にされ、被害件数は欧州を含めて2000件に昇った。チェルノブイリ原子力発電所も攻撃を受け、放射線監視システムが一時手動へと切り替えられた[164]。
  - コロンビア中部メタ県メセタス（英語版）にて、政府とコロンビア革命軍との和平合意に基づく革命軍の武装解除が完了したことを受けて、和平式典が行われた[165]。
- 6月28日 - チェコ下院、テロ攻撃などの国の安全が脅かされる事態に、銃所持許可を受けた者が発砲することを認める憲法改正案を採択[166]。
- 6月29日
  - イラク政府軍は、過激派組織ISILが最大拠点としてきた北部モースル中心部にあるヌーリ・モスクを奪還したと発表。イラクのアバーディ首相は奪還を受けて、「ISILによる偽りの国家は終わった」と宣言した[167]。
  - 戦略国際問題研究所は、南沙諸島で中国が造成した3つの人工島で、移動式ミサイル発射装置を含む軍事機材の配備に向けた準備がまもなく完了するとの見方を示した[168]。

### 7月
- 7月1日
  - メキシコ北西部シナロア州マサトラン近辺で麻薬密売組織の一団が警官隊と銃撃戦になり、組織のメンバー19人が銃殺[169]。
  - パナマ、コスタリカ、ニカラグア、エルサルバドルの4カ国で大規模な停電。パナマでの送電線トラブルが原因と見られる。中南米国家は1つの送電網でつながっており、1国でトラブルが発生すると近隣諸国にも影響する[170]。
  - コンゴ民主共和国のカレンガ保健相は、5月12日に発生したエボラ出血熱の感染拡大が終結したと発表[171]。
  - 化学兵器禁止機関は、同年4月4日にシリア北西部イドリブ県で化学兵器によって89人が犠牲になった事件の原因物質がサリンだったという事実を発表[172]。
- 7月2日
  - インドネシア中部ジャワ州トゥマングン（英語版）の山岳地帯で捜索救助ヘリコプターが墜落し乗員8人全員が死亡[173]。
- 7月3日
  - スリランカ保健省、今年上半期でのデング熱での死者は過去最多の215人、感染者は7万1000人に達したと発表。先々月の水害や首都コロンボでのゴミ山崩落による衛生状態の悪化が原因としている[174]。
  - バングラデシュ・ダッカ郊外の衣料工場でボイラーが爆発。少なくとも13人が死亡、50人以上が負傷[175]。
- 7月4日
  - アフガニスタン・ヘルマンド州当局、ラシュカルガー西方のナワ地区（英語版）でターリバーンへの掃討戦を展開。62人のタリーバーン兵を殺害と発表[176]。
  - 中央アフリカ中部で大型トラックが横転し、77人が死亡。同国では許容積載量を無視したトラックで移動するケースが常態化している[177]。
- 7月5日
  - メキシコ・チワワ州マデラ（英語版）で、麻薬組織同士の銃撃戦。14人が死亡[178]。
  - ベネズエラ・カラカスで、反ニコラス・マドゥロ大統領派が多数の国会議事堂に親大統領派の群衆が暴徒化して乱入。議員らを6時間ほど軟禁し、暴行。議員5人、職員7人が負傷した[179]。
  - リビア国民軍、ベンガジからイスラム過激主義勢力を一掃したと発表[180]。
  - ザンビアのエドガー・ルング大統領、国内で相次ぐ放火事件に非常事態宣言を発動[181]。
- 7月6日
  - 日本と欧州連合が経済連携協定で大枠合意[182]。
  - 第12回20か国・地域首脳会合（英語版）に先立ち、開催地ハンブルクでグローバリズムなどに反対する大規模なデモが発生し、一部が暴徒化する。警官76人が負傷[183]。
  - 第71回アヴィニョン演劇祭にて、宮城聰率いる静岡県舞台芸術センターの作品、「アンティゴネ」が開幕公演のメインステージで上演。アジアの楽団が同演劇祭開幕公演のメインを務めるのは初めて[184]。
- 7月7日
  - 国連の仲介で5月28日からスイス、クラン＝モンタナで行われていたキプロスの再統合交渉が合意に至らず、決裂した[185]。
  - メキシコ、ゲレーロ州アカプルコの連邦刑務所で、受刑者グループ同士の抗争から暴動が発生。28人が死亡、3人が負傷[186]。
- 7月8日
  - 20か国・地域首脳会議が閉幕。「あらゆる不公正な貿易慣行を含む保護主義との闘いを続ける」と、自由貿易を推進する宣言を発した一方、合法的な貿易保護措置を容認してアメリカに余地を与えた。気候変動問題でもパリ協定の推進を明言しながらもトランプ大統領がパリ協定の離脱を宣言していることや化石燃料の使用、販売を続行する方針であることに言及し、文言にトランプ大統領に譲歩するという参加各国の立場の違いを明言する異例の宣言となった[187][188]。
- 7月9日
  - トルコ、レジェップ・タイイップ・エルドアン政権下の不当逮捕に抗議すべく、6月15日にアンカラから抗議の行進を行っていた共和人民党のケマル・クルチダルオール党首がイスタンブールに到着。マルテペ地区（英語版）の広場に数十万人が集結した[189]。
- 7月10日
  - 日本の海上自衛隊と、アメリカ、インド両海軍との共同軍事演習「マラバール」が始まる[190]。
- 7月11日
  - タイ、クラピー県にある村長宅を武装集団が襲撃。村長や子供3人を含めた8人が死亡[191]。
- 7月13日
  - ペルー検察当局、マネーロンダリングの疑いでオジャンタ・ウマラ前大統領夫妻の身柄を拘束[192]。
  - メキシコ中部イダルゴ州ティサユカ（英語版）で子供のパーティーを催していた家に覆面姿の武装集団が襲撃。11人が死亡。警察当局は家の主が組織犯罪に関わって服役した経歴があり、復讐による殺人という見方をしている[193]。
- 7月14日
  - インドネシア政府、ナトゥナ諸島の北部海域を「北ナトゥナ海」と命名し地図に明記。国際水路機関に名称変更を提示する予定。ナトゥナ諸島北部の排他的経済水域は中国が南シナ海で主張する九段線と一部重複している[194]。
  - トルコ政府、軍人や警察官7500人を解雇したことを発表[195]。
  - エクアドルのキトとラ・マナ（英語版）を結ぶ幹線道路でバスが横転し炎上。14人が死亡、30人が負傷[196]。
- 7月15日
  - コンゴ民主共和国のオカピ野生生物保護区で監視員11人とアメリカ人ジャーナリストが地元民兵組織マイマイ・シンバによって拉致[197]。
  - タイ南部パッターニー県ノーンチック郡（英語版）で武装集団がレストランなどで銃を乱射し8人が負傷。警察はイスラム武装勢力による犯行の可能性が高いとみている[198]。
- 7月16日
  - コンゴ民主共和国南西部のカサイ川で、ディバヤ（英語版）からイレボに向かっていた河船が沈没。この日の時点で少なくとも27人が死亡、54人が行方不明。地元当局者は定員超過と飲酒操縦が原因と見ている[199]。
- 7月18日
  - フィリピン、ドゥテルテ大統領、ミンダナオ島全域への戒厳令を12月末にまで延期することを発表[200]。
  - ウクライナ東部の親ロシア派武装勢力、ドネツク人民共和国のアレクサンドル・ザハルチェンコは、クリミアを除くウクライナ全域を対象とした新国家「小ロシア」樹立の意向を発表。ロシア政府はザハルチェンコの個人的な意向だとして関与を否定[201]。
  - スイス南部レ・ディアブルレ（英語版）山塊の氷河で13日に発見されたミイラ化した2人の遺体が、1974年8月15日にクレバスに墜落し行方不明になっていた夫妻であることが判明。22日に遺族の手によって埋葬された[202]。
  - ロシア、カムチャッカ半島東部沖でM7.7の地震が発生[203]。
- 7月19日
  - グスターヴ・ホルストの直筆楽譜2点がニュージーランドのアマチュア楽団の書庫に保管されていたことが確認[204]。
- 7月20日 - ベネズエラでマドゥロ大統領が推進する憲法改正に反対する野党主導のゼネストが行われ、首都カラカス近郊で2人が死亡、10人あまりが負傷[205]。
- 7月21日 - アフガニスタン、ヘルマンド州でアメリカ軍の無人爆撃機が同国治安部隊を誤爆。警官16人が死亡、2人が負傷[206]。
- 7月24日
  - アフガニスタン、カブールで自動車爆弾による自爆テロ。少なくとも35人が死亡、42人が負傷[207]。
  - モルディブのアブドゥラ・ヤミーン大統領、国会を封鎖し議員の出入りを禁じた。自らの不信任決議を阻止するためと見られている[208]。
  - パキスタン、パンジャーブ州ラホールで自爆テロ事件。26人が死亡、50人以上が負傷。パキスタン・ターリバーン運動が犯行声明を出している[209]。
- 7月25日
  - メキシコ、ゲレーロ州アウアクオツィンゴ（英語版）で武装集団が政府の助成金を積んだ現金輸送車の車列を襲撃し、警察官5人、銀行の従業員2人が死亡[210]。
  - アフガニスタン、カンダハール州ハクレズ（英語版）の陸軍基地がターリバーンの襲撃を受け、兵士26人が死亡。国防省の発表によれば、ターリバーン側も80人ほどが死亡。住民の証言では、30台の車両に乗った数百人ほどの軍勢が襲撃したという[211]。
  - インドネシア、北カリマンタン州タラカンを出港した船が沖合で転覆。少なくとも8人が死亡[212]。
  - ボツワナのペロノミ・ベンソン・モイトイ（英語版）外相、中国が反対しているダライ・ラマ14世のボツワナ訪問を認める考えを示した。その後、8月11日にダライ・ラマ側から健康悪化を理由に辞退する声明が発表[213][214]。
- 7月27日
  - ウクライナ政府、かつてオデッサ州知事だったミヘイル・サアカシュヴィリ前ジョージア大統領のウクライナ国籍を剥奪[215]。
  - フィリピン、マニラのラモン・マグサイサイ賞財団はマグサイサイ賞にカンボジアのアンコール遺跡群の保存修復に尽力した石澤良昭上智大教授など5個人、1団体を選出したと発表[216]。
  - イラン、人工衛星が打ち上げ可能な国産ロケット「シモルグ」の打ち上げ試射に成功[217]。
  - メキシコ、タマウリパス州ヌエボ・ラレドの民家の玄関先に9人の他殺体が遺棄されているのが発見。メッセージが添えられており、麻薬密輸に関わる報復行為と見られている[218]。
  - ナイジェリア、ボルノ州マグメリ（英語版）近辺でナイジェリア国営石油公社とマイドゥグリ大学の石油探査チームがボコ・ハラムの襲撃を受け、30日までに69人以上が死亡していると発表[219]。
- 7月28日
  - ドイツ、ハンブルクのスーパーで男が大型の包丁を手に買い物客を無差別に襲撃。1人が死亡、6人が負傷。犯人は逃走するも追跡され取り押さえられる。犯人はアラブ首長国連邦出身の26歳の男であると発表[220]。
  - スペイン、バルセロナ・フランサ駅で、サン・ビセン・デ・カルデース（スペイン語版）発の列車がホームに止まり切らず、線路端の緩衝器に激突。1人の重傷を含む54人が負傷[221]。
  - アメリカ政府、27日に行われたイランのロケット発射を受けて、イラン系企業6社の資産を凍結[222]。
  - 世界自動車大手各社の2017年上半期の販売実績がこの日までに出そろい、ルノー・日産自動車連合と三菱自動車が、トヨタ自動車や独フォルクスワーゲンを抜いて、売り上げ首位。ルノー・日産が首位に立つのは、初めて[223]。
- 7月29日
  - フランス、ダンケルク近郊のフェリーターミナルで、冷蔵貨物コンテナの中から2歳の子供を含むイラン人の移民26人が見つかった[224]。
  - スリランカ、赤字が続いていた南部州ハンバントタ港の運営権に必要な株式の70％を中国の国有企業・招商局港口控股に11億ドルで売却[225]。
  - ケニア、エルドレット郊外にあるウィリアム・ルト副大統領宅を武装集団が襲撃。副大統領は不在で無事[226]。
  - カンボジア、アンコール遺跡にてクメール王朝・ジャヤーヴァルマン7世時代の病院遺跡から当時の仏像が発見される[227]。
- 7月30日
  - ロシアのプーチン大統領、アメリカ上下議会がロシアのサイバー攻撃に対する制裁処置を可決したことを受けて、ロシア国内のアメリカ政府関係者755人を国外退去処分にすることを発表[228]。
  - フィリピン、麻薬密輸関与の嫌疑がかかっていたミンダナオ島・オザミスのレイナルド・パロヒノグ市長とその家族、親族ら15人が家宅捜索中に銃殺。警察当局は市長側の発砲に応戦したと発表[229]。
  - メキシコ、ベラクルス州の道路脇でアメリカに密入国するべくトレーラーで輸送されながらも、置き去りにされていた中南米からの移民150人あまりを保護[230]。
- 7月31日
  - 北海道で盗掘され、ドイツの学術団体で保管されていたアイヌ民族の遺骨が返還[231]。
  - フィリピン、バシラン島で、身代金目的で誘拐されていた地元の伐採業者7人が斬首された遺体で発見。アブ・サヤフによる犯行と見られている[232]。
  - マラウイ警察は、2013年に発覚した国庫金横領事件に絡んでいるとして、ジョイス・バンダ前大統領に逮捕状を出した[233]。

### 8月
- 8月1日
  - アフガニスタン、ヘラートのシーア派モスクで自爆犯と銃撃犯の計2人によるテロ攻撃。33人が死亡、66人が負傷。ISILが犯行声明[234]。
  - オーストリア、昨年12月に少女への性的虐待容疑で国際指名手配をしていた元柔道金メダリスト、ペーター・ザイゼンバッハーがウクライナのキエフにて逮捕されたと発表[235]。
  - トルコ、昨年7月のクーデター未遂事件に関与したとされる元軍人ら486人の公判が開かれた[236]。
  - ベネズエラ、すでに自宅監禁下にある野党大衆意思党党首、レオポルド・ロペスと、人々賞賛聯（英語版）党首のアントニオ・レデスマ（英語版）　カラカス市長の2人を拘束[237]。
- 8月2日
  - タイの最高裁、2008年10月にバンコクで起こった反政府デモ隊と警官隊との衝突での死傷事件で、職権乱用の罪で告訴されたソムチャーイ・ウォンサワット元首相ら4人に無罪判決を下した[238]。
  - トランプ大統領が対ロシア制裁強化法案に署名し、同法が成立[239]。
  - 南シナ海で海上自衛隊と共同訓練をしているアメリカ海軍のミサイル駆逐艦ステザムに搭乗していた海軍兵士1人が行方不明になっていることが発表[240]。
  - フィリピンにおけるHIVの感染例が2010〜2016年の間に140％増加と、減少傾向にある他のアジア太平洋地域と比べて飛躍的に上昇していることが国連と同国が提出した報告書で明らかになる[241]。
  - ポルトガル、リスボン近郊のビーチで小型飛行機が墜落。日光浴中だった8歳の女児と男性が死亡[242]。
- 8月3日
  - デンマーク、マルグレーテ2世の配偶者、元フランス人のヘンリクが自らの死後女王とは別の場所に埋葬してほしい意向であることが発表[243]。
  - モンゴルの大統領府は、ハルトマーギーン・バトトルガ大統領が日本担当の外交顧問および大統領特別大使として、大相撲第68代横綱・朝青龍明徳ことドルゴルスレン・ダグワドルジを指名したことを発表[244][245]。
- 8月4日
  - アラブ首長国連邦、ドバイの超高層マンション、ザ・トーチで大規模な火災が発生。中層階から高層階にまで燃え広がった[246]。
  - 国連調査団、コンゴ民主共和国中西部カサイ州での内戦によって今年3月中旬から6月中旬にかけ、子ども62人を含む251人が政府軍や双方の民兵集団によって虐殺されたと報告[247]。
  - シンガポール内務省、シンガポール国立大学公共政策大学院教授でアメリカ国籍の黄靖（ホワン・ジン）教授夫妻を外国政府のために活動する工作員だとして国外追放処分にしたと発表。具体的な国名は非発表[248]。
- 8月5日
  - アフガニスタン、サーレポル州にあるミルザワラング村をターリバーンとISILの共同軍が襲撃。50人以上が死亡[249]。
  - 国際連合安全保障理事会、北朝鮮の石炭、鉄、鉄鉱石、鉛、鉛鉱石、海産物の輸出を全面的に禁止するアメリカ提案の制裁決議を全会一致で採択[250]。
  - ベネズエラ制憲議会、反体制派のルイサ・オルテガ・ディアス（英語版）検事総長を解任。同日、関税同盟の南米南部共同市場はベネズエラの無期限資格停止を決定[251]。
  - フィリピン、マニラで東南アジア諸国連合外相会議が開催。北朝鮮による相次ぐICBM発射で朝鮮半島の緊張が高まっていることに「重大な懸念」を示す緊急声明を発表[252]。
- 8月6日
  - イスラエル政府、アルジャジーラの同国支局を閉鎖することを発表[253]。
  - 中国と東南アジア諸国連合との外相会議で、南シナ海での紛争防止に向けた「行動規範」の枠組みが承認されたが、法的拘束力が盛り込れず、紛争解決の手段ではないとしている[254]。
  - 軍人を含む集団が北中部バレンシアのベネズエラ軍基地を襲撃、治安部隊に鎮圧された。この際、襲撃側2人が死亡[255]。
- 8月7日
  - イスラエル、ガリラヤ湖近辺で同国とアメリカの共同発掘チームが、聖ペトロの出生地、ベツサイダの地に建築された古代ローマの町・ユリウスの遺構を発見したと発表[256]。
  - ベトナム北部のディエンビエン省、イエンバイ省などの省で豪雨による洪水や土砂崩れが相次いで発生し、これまでに26人が死亡、15人が行方不明[257]。
- 8月8日 - アフガニスタン、5日にターリバーン・ISIL共同軍に襲撃されたミルザワラング村の人質のうち235人が解放[258]。
- 8月9日
  - アメリカ国務省、在ハバナ米大使館職員が「さまざまな身体症状」を訴えて国外退去を強いられているとして、キューバの外交官2人に国外退去処分を命じた。翌日にはカナダ外務省も、在ハバナ大使館員が聴力の低下を訴えていると発表。複数の米当局者はCNNに対し、可聴範囲外の音を出す音響装置による攻撃を受けた可能性もあると語っている[259]。
  - 中国、遼寧省と河北省で約1億6千年前の地層から発掘された2種の哺乳類、似叉骨祖翼獣（英語版）と双鉢翔歯獣（英語版）の化石が、前肢と後肢の間に皮膜がある初期哺乳類の中でも最古の滑空動物であることが判明。ネイチャーで発表[260]。
- 8月10日
  - イエメン、シャブワ県沿岸の沖合で9日から10日にかけ、アフリカからの移民を乗せた人身取引組織の船が、当局の追及を逃れようと移民を海に投げ捨てる事件が2件発生。海に落ちた300人のうち56人が水死、数十人が行方不明[261]。
  - メキシコ、タマウリパス州レイノサの刑務所内で異なるギャングに属する受刑者同士が武器を取り乱闘。受刑者9人が死亡[262]。
- 8月11日
  - エジプト、アレクサンドリア近郊で列車同士の衝突事故。37人が死亡、123人が負傷[263]。
  - カンボジアのフン・セン首相、北部ストゥントレン州の国境沿いでの道路建設を阻止すべくカンボジア領内に侵入しているラオス軍部隊に対し、17日までに撤退するよう「最後通告」を出した。その後、12日に同氏がラオスを訪問し、トーンルン・シースリット首相との会談で係争地から両国の部隊を撤収させることで合意[264][265]。
- 8月12日
  - ケニア、11日に行われた同国大統領選の集計作業で大規模な不正があったとして行われた抗議デモで、子供を含む11人が死亡[266]。
  - パキスタン、バローチスターン州クエッタで軍の車両を狙った爆発物によるテロ事件。少なくとも15人が死亡、32人が負傷。ISILが犯行声明[267]。
- 8月13日
  - エクアドル、ガラパゴス諸島サンクリストバル島の沖合で中国籍の漁船が拿捕。船内から絶滅危惧種のシュモクザメなどを含む6620匹、約300本のサメが押収された。ガラパゴス諸島の排他的経済水域内では中国の大漁船団の操業が確認され、エクアドル政府は中国大使に抗議。21日にはレニン・モレノ大統領が「ガラパゴス諸島の生態系のみならず、地球全体への犯罪だ」と非難した[268]。
  - ネパールやインド、バングラデシュでモンスーンにより11日から洪水と地滑りが発生し、24日までに少なくとも1000人が死亡、100万人が避難している[269]。
  - ブルキナファソ、首都ワガドゥグのカフェをイスラム過激派とみられる武装集団が襲撃、17人が死亡[270]。
- 8月14日
  - 世界保健機関、4月から拡大しているイエメンでのコレラ感染で、死者は2000人近くに上り、約50万人が感染の疑いがあると報告[271]。
  - シエラレオネの首都フリータウンで洪水と地滑りが発生し、19日までに441人が死亡。600人あまりが行方不明[272]。
- 8月15日
  - ターリバーン、トランプ大統領宛てにアフガニスタン駐留米軍の増派中止と撤退を要求する公開書簡を発表[273]。
  - バングラデシュの首都ダッカで、イスラム過激組織新ジャマートゥル・ムジャヒディン・バングラデシュ（英語版）のメンバーが潜伏するホテルの一室を治安部隊が包囲。男はその場で自爆[274]。
  - ポルトガル、マデイラ島フンシャルにて、キリスト教の宗教行事に集まっていた人々の上に巨木が倒れ、13人が死亡、49人が負傷[275]。
- 8月16日
  - オバマ前大統領が12日に起こった暴動を受け、ネルソン・マンデラの言葉を引用して「生まれたときから肌の色や出自、信仰の違いを理由に他人を憎む人などいない」とツイッターに投稿。ツイッター史上最多となる320万の「いいね!」を獲得した[276]。
  - コンゴ民主共和国、アルバート湖沿岸部で大雨による地滑りが発生。付近の漁村が飲み込まれ、死者は最大で250人に上ると見られている[277]。
  - フィリピン警察、14日からブラカン州12の自治体で行った大規模な一斉摘発で32人を射殺[278]。
  - レバノン議会、レイプ加害者が被害者と結婚すれば免罪となる法律を撤廃[279]。
- 8月17日
  - サウジアラビアのサルマーン国王、国交断絶しているカタールからの巡礼者がメッカへの大巡礼を行えるよう、同国との国境を開放するよう命じた[280]。
  - スペイン、バルセロナのメインストリートであるランブラス通りで乱入した車が群衆に突進し、13人が死亡、100人以上が負傷した。犯人は現在も逃走中で、警察当局は凶器となったレンタカーを借りたモロッコ国籍の17歳の少年を重要参考人として顔写真を公開。名義を貸した兄を逮捕した。また、同日にカンブリスでも歩道を車が突進する事件があり、1人が死亡、6人が負傷。その後警察隊と銃撃戦になり、実行犯5人が射殺。この事件を受けてISILが犯行声明を出している[281]。
  - フィリピン警察、マニラ近辺で麻薬密売組織の容疑者25人を射殺[282]。
  - ベネズエラ、アマソナス州プエルト・アヤクーチョの刑務所で暴動が発生し、37人が死亡[283]。
- 8月18日
  - フィンランド、トゥルク中心街で刃物を持った男による無差別襲撃事件。2人が死亡、8人が負傷。実行犯であるモロッコ国籍の18歳の男はその場で拘束[284]。
  - ベネズエラ制憲議会、国会から立法権を剥奪したと声明。マドゥロ大統領派のみで構成された制憲議会が三権を掌握した[285]。
- 8月21日
  - アメリカ第7艦隊のミサイル駆逐艦、ジョン・S・マケインがマラッカ海峡沖でリベリア国籍のタンカーと衝突。乗員10人が死亡、5人が負傷。27日までに10人全員の遺体を収容[286][287]。
  - スペイン、バルセロナの襲撃事件で現場から逃走していた実行犯が近郊のスピラッツ（スペイン語版）にて射殺。また、実行犯が逃走時に奪った車から持ち主の遺体が見つかり、一連の被害者は15人となった[288]。
  - （現地時間）アメリカ合衆国で皆既日食を観測（皆既帯が同国の西海岸から東海岸にかけて14州を横断）[289][290]。
- 8月23日
  - 21日の駆逐艦衝突事故を受け、アメリカ太平洋艦隊はジョセフ・P・アーコイン（英語版）海軍中将を第7艦隊司令官から解任[291]。
  - イエメンの首都サヌア郊外のホテルがサウジアラビア率いる有志連合の空爆で破壊され、ホテルの宿泊客など少なくとも48人が死亡[292]。
  - カンボジア外務省、全米民主主義基金の関連組織、全米民主国際研究所（英語版）の同国内での活動を禁じ、外国人職員の国外退去を命じた[293]。
- 8月25日
  - アフガニスタン、カブールでシーア派のモスクが襲撃を受け、30人あまりが死亡、数十人が負傷。ISILが犯行声明[294]。
  - スイス、ヴヴェイで行われたクララ・ハスキル国際ピアノコンクール最終選考で藤田真央が優勝。同コンクールでの日本人優勝者は坂上博子、河村尚子に続いて3人目[295]。
  - タイ最高裁、米の買い上げ制度で巨額の損失を招いたとして職務怠慢容疑に問われたインラック・シナワット前首相が判決公判を欠席したため、逮捕状を出した。タイ貢献党関係者が、同氏は23日から24日にかけて国外へ逃亡したと答えている[296]。
  - ミャンマー、ラカイン州マウンドーでロヒンギャの武装集団が複数の治安施設を襲撃。治安部隊員12人が死亡。武装集団側も59人が死亡[297]。
- 8月26日
  - サウジアラビア主導の連合軍が25日にイエメン首都・サヌアで行った空爆で市民14人を誤爆したと発表[298]。
  - ベルギー、ブリュッセルのエミール・ジャックマン通りで刃物を持った男が警戒中の兵士3人を襲撃。兵士2人が負傷。男は銃撃され、搬送先の病院で死亡。当局は単独犯によるテロ事件と表明した[299]。
- 8月27日
  - グアテマラのジミー・モラレス大統領、国連との合意に基づき、同大統領の不正資金疑惑を調査していたグアテマラ無処罰問題対策国際委員会（英語版）のイバン・ベラスケス・ゴメス（スペイン語版）委員長を国外退去処分にした。また、処分に反対したカルロス・ラウル・モラレス（英語版）外相を更迭。モラレス外相は29日に訪日予定だった[300]。
  - 南アフリカ、ヨハネスブルグの劇場で男が観客に向けて銃を乱射。1人が死亡、8人が負傷。男は逃亡中。当時劇場ではチャリティーコンサートが催されており、男は会場内で携帯電話を紛失したことに激怒して発砲したという[301]。
- 8月28日
  - インドと中国の両軍によるにらみ合いが続いていたドクラム高地（英語版）の係争地で、インド外務省は両軍が撤退することで合意したと発表[302]。
- 8月29日
  - 日本側の監視が強くなったことを理由にシー・シェパードが毎年行っている日本の調査捕鯨船への妨害活動を、今年は行わないことを表明[303]。
  - 北朝鮮、平壌近郊の順安から弾道ミサイル1発が北東方向に発射され、飛距離約2700km、最高高度約550kmに達し、北海道襟裳岬東方約1180km、日本の排他的経済水域外である太平洋上に落下した。ミサイルは日本海上で3つに分離した可能性があり、小野寺五典防衛大臣は北朝鮮からの発射予告はなかったこと、ミサイルは軌道からロフテッド軌道ではなく、「火星12号」ではないかという見方を示している[304]。
  - メキシコ、タバスコ州のある一軒家に、密入国の途中で業者に騙され閉じ込められていた中南米からの移民133人が保護される[305]。
- 8月30日
  - 温帯低気圧に変わったハリケーン・ハービーがルイジアナ州に再上陸。これまでに少なくとも31人が死亡。テキサス州での避難者は3万2千人を超えている。ヒューストンのあるハリス郡は四分の一が水没し、アメリカ国立気象局ヒューストン支部は、29日午前9時での降水量は1252.7ミリと積算降水量が、同国本土での観測史上最高を記録したと発表。だが、その日の内に、シダーバイユー（英語版）で1320ミリと記録を更新[306][307]。
  - シリア人権監視団、シリア北部でアサド政権の部隊とISとの戦闘で29日以降で少なくとも政権側26人、IS側38人の計64人が死亡したと声明[308]。
  - 国際移住機関、ロヒンギャ族との紛争が続くミャンマー・ラカイン州において、25日から約1万8千人のロヒンギャ族が隣国バングラデシュに越境していることを明らかにした[309]。
- 8月31日
  - パキスタン、2007年のベーナズィール・ブットー元首相暗殺に関与した容疑で、パルヴェーズ・ムシャラフ元大統領の資産を差し押さえるよう命じた。ムシャラフ氏は昨年3月からドバイへ出国したままである[310]。

### 9月
- 9月1日
  - コロンビアの左翼武装勢力、コロンビア革命軍が政府との和平合意に基づき合法政党「人民革命代替勢力」設立を宣言[311]。
  - ナイジェリア、ベヌエ州で2週間前からの豪雨でベヌエ川が氾濫し、1日までに1人が死亡。州都マクルディで数千軒の家屋が浸水し、数万人が避難している[312]。
  - ミャンマー、ラカイン州で25日から続くロヒンギャ族武装組織、アラカン・ロヒンギャ救世軍との戦闘で400人近い死者が出ていると声明。また5日には国際連合難民高等弁務官事務所が、バングラデシュに越境した難民の数が12万3600人に達していると声明[313][314]。
  - 8月30日に太平洋上で発生した熱帯低気圧リディア（英語版）が1日から2日にかけてバハ・カリフォルニア半島に上陸。被害はメキシコシティにまで及び、4人が死亡した[315]。
- 9月3日
  - 北朝鮮が6度目の核実験を実施[316]。
  - カンボジアの最大野党、カンボジア救国党のケム・ソカー党首が国家反逆罪の容疑で逮捕[317]。
  - 2014年に起きたマレーシア航空370便墜落事故の残骸回収の任務に就いていたマレーシア政府の駐マダガスカル名誉領事が、8月25日に首都アンタナナリボで何者かに殺害されていたことが判明[318]。
- 9月4日
  - コロンビア政府、同国第2の左翼系反政府武装組織、民族解放軍との停戦に合意[319]。
  - ルワンダの女性活動家、ダイアン・ルウィガラ（英語版）が脱税などの容疑で逮捕される。同氏はポール・カガメ大統領の強権支配を批判してきた[320]。
- 9月5日
  - ナイジェリア保健省、ボルノ州マイドゥグリで発生したコレラにより、4日までに21人が死亡したと発表[321]。
- 9月6日
  - アフガニスタン、バグラム空軍基地でバイクに乗った自爆犯が基地の入り口で自爆。4人が負傷[322]。
  - 5日にカテゴリー5に拡大したハリケーン・イルマがアンティグア・バーブーダに上陸し、これまでに少なくとも6人が死亡[323]。
  - スペイン、サルヴァドール・ダリの娘を自称する人物の申し立てを受けて、遺骨を掘り起こして行われたDNA鑑定で、ダリの娘ではないとの結果が出た[324]。
  - スペインとモロッコの両内務省、モロッコ国内やモロッコ北部のスペイン領メリリャで、大規模なテロを計画していたとしてモロッコ系の6人を拘束[325]。
- 9月7日
  - メキシコ、チアパス州でマグニチュード8.2の地震が発生。最も被害が大きかったオアハカ州フチタン・デ・サラゴサ（英語版）では繁華街が丸ごと崩落するなど、2つの州で10日までに少なくとも90人以上が死亡[326][327]。
  - メキシコ政府、北朝鮮の核実験強行に抗議し金炯吉駐メキシコ北朝鮮大使にペルソナ・ノン・グラータを通告。72時間以内に国外追放すると発表[328]。
- 9月8日
  - アメリカ在住の中国人富豪、郭文貴が6日に同国への亡命を申請していたことが判明。同氏は王岐山中央規律検査委員会書記の親族による不正蓄財疑惑を告発している反面、自身にも馬建（中国語版）前国家安全部副部長への贈賄の容疑で国際指名手配がかかっている[329]。
  - オーストリア、ペルチャッハで開催されている第24回ブラームス国際コンクール、ヴァイオリン部門で中村太地が1位になった。また、翌9日にはピアノ部門で神足麻由が2位になった[330][331]。
- 9月9日
  - YouTube、北朝鮮の宣伝サイト「わが民族同士」のアカウントを停止[332]。
  - ウルグアイ、ラウル・センディック（英語版）副大統領がTwitterで辞意を表明。同氏は公営石油会社・ANCAP（英語版）総裁時に会社のキャッシュカードを私的利用していた嫌疑が浮上していた[333]。
  - エジプト、ルクソール近郊のドゥラ・アブル・ナガ（英語版）共同墓地から、新王国時代にアモン神に仕えた金細工職人の墓地が発見。職人の妻や子供のミイラが発掘された[334]。
  - ハリケーン・イルマがキューバに上陸。カリブ海諸島でこれまでに25人が死亡。アメリカ、フロリダ州の630万人に避難命令が発布された[335]。
  - 国際移住機関、ミャンマーからバングラデシュに流れてきたロヒンギャ族難民がこの日までに29万人に達したと声明。船が沈没し多数の死者が出ているという[336]。
- 9月10日 - ミャンマー、アラカン・ロヒンギャ救世軍が停戦を宣言するもミャンマー政府は無視する構え。バングラデシュのアブル・ハサン・マハムード・アリ（英語版）外相は過去2週間で30万人、累計70万人のロヒンギャ族が同国に難民として流れており、ラカイン州でジェノサイドが行われているとの見方を示した[337][338]。
- 9月11日
  - 国連安全保障理事会、北朝鮮に対する6度目の制裁決議を全会一致で採択。北朝鮮への石油精製品の供給、販売、移転に上限を定め、またコンデンセートや天然ガス液、繊維製品の全面禁輸、北朝鮮人労働者への就労許可発給の原則禁止などが定められた。ただ、金正恩朝鮮労働党委員長の資産凍結は見送られた[339][340]。
  - グアテマラ、首都グアテマラシティで大規模な犯罪グループの摘発作戦を展開。170人あまりが逮捕[341]。
  - シンガポール、次期大統領に前国会議長のハリマ・ヤコブが、唯一立候補の要件を満たし無投票で当選。シンガポールで初の女性大統領となる[342]。
  - スペイン監察当局、Facebookが利用者の同意なく個人情報を収集して広告に利用していたとして同社に約1億5千万円の罰金を科す[343]。
  - フォルクスワーゲン、2030年までに全車種を電気自動車やプラグインハイブリッドカーにすることを発表。ダイムラーもメルセデス・ベンツを2022年までに電動化する計画を発表[344]。
  - ミャンマー、ロヒンギャ族の問題でゼイド・ラアド・アル・フセイン国連人権高等弁務官が「現状は民族浄化の典型例のように見える」と警告。同日、ダライ・ラマ14世がアウンサンスーチーに対し、平和的解決を求める書簡を送った[345][346]。
- 9月12日
  - 8日のトロント国際映画祭で芸能活動を休止することを宣言したレディー・ガガが、自身のTwitterで線維筋痛症を患っていることを公表[347]。
  - カンボジア、ラジオ・フリー・アジアが政府の圧力に伴い、プノンペン支局を閉鎖することを発表[348]。
  - タイ捜査当局、2012年に警官をひき逃げし死亡させた容疑で、レッドブル創設者、チャリアオ・ユーウィッタヤーの孫を国際指名手配した。同氏はタイ有数の資産家として知られており、再三の出頭命令を拒否してきた[349]。
  - ペルー政府はキム・ハクチョル駐ペルー大使にペルソナ・ノン・グラータを通告。5日以内に国外追放すると発表。核実験強行に抗議。メキシコに次いで2カ国目[350]。
  - ベルギー、11日にアルフレッド・ガダンヌ（フランス語版）　ムスクロン市長が自宅近くで殺害された事件で、18歳の男を殺人の容疑で逮捕。男の父親が市の職員だったが、解雇され自殺したことが動機とされている[351]。
- 9月13日
  - 国際オリンピック委員会はペルー、リマにて開催した第131次総会に於いて、2024年夏季オリンピックをパリ、2028年夏季オリンピックをロサンゼルスでそれぞれ開催することを委員の満場一致により正式決定した[352]。
  - グテレス国連総長及び国連安全保障理事会、イギリス、スウェーデン両国の呼びかけで非公式会合を開き、ロヒンギャ族問題で暴力の激化を相次いで非難し、ミャンマー政府に事態の改善を要求。一方、エジプトが提案した難民の「帰還する権利」を発表に盛り込むことはミャンマー政府を支持している中国の反対で見送られた[353]。
  - 赤十字国際委員会、イエメンでのコレラ感染の疑いがある者が64万7千人に上り、年末までに85万人に達するであろうという見方を示した。同国での死者は今週までに2065人に達している[354]。
  - イスラエルのネタニヤフ首相、25日に行われるイラク北部クルド人自治区の独立を問う住民投票を控え、独立を支持することを表明[355]。
  - ケニア、ナイロビにある女学校の寮が放火され、生徒9人が死亡。当局は同級生である14歳の少女を殺人の容疑で訴追[356]。
  - ニュージーランド、2011年に当選した中国出身のジャン・ヤン（英語版）議員が中国で軍事および諜報の訓練を受けていたことが発覚し、同国のスパイ疑惑が浮上している[357]。
- 9月14日
  - イラク、南部ジーカール県ナーシリーヤ近郊の飲食店や検問所で武装集団による銃撃と車を使った自爆攻撃。15日までにイラン人7人を含む84人が死亡。93人が負傷。ISILが犯行声明[358]。
  - タイ、南部ヤラー県で連続爆弾事件。兵士2人が死亡。27人が負傷[359]。
  - 国際連合人道問題調整事務所、ニジェールの3か月にわたる豪雨で洪水の被害が拡大しており、6月以降、今月11日までに少なくとも50人が死亡、12万人近くが避難していると報告[360]。
  - マレーシア、クアラルンプールにあるイスラム神学校で火災。25人が死亡。電気回路のショート、もしくは蚊取り装置が出火原因と見られている。現場の学校は窓に鉄格子があり、生徒らが逃げ遅れる原因となった。16日、警察当局は11〜18歳の少年7人を放火などの容疑で逮捕。少年たちは神学校の生徒にからかわれた恨みによる放火だと供述しているという[361][362]。
- 9月15日
  - 土星探査機カッシーニが土星の大気圏に突入。午前11時55分を最後に連絡が途切れ、消滅した。生命存在の可能性がある衛星、タイタン、エンケラドゥスに、衛星に付着した微生物を持ち込ませないための処置であった[363]。
  - イギリス、ロンドンのパーソンズ・グリーン駅にて、地下鉄車内に置かれていた手製の爆発物が爆発するテロ事件が発生。29人が負傷。ISILが犯行声明を出した。翌16日にケント警察当局がドーバーにて18歳の男を逮捕したと声明[364][365]。
  - ペルー、フェルナンド・サバラ（英語版）内閣への不信任決議が行われ、議会第一党の野党フエルサ2011の賛成により不信任が成立。サバラ内閣は総辞職[366]。
- 9月16日
  - オックスフォード大学研究チーム、バクシャーリー写本に記された黒い点が、人類最古の0の使用例であると発表。同写本は放射性炭素年代測定によって、これまでの推定よりも500年ほど早い3〜4世紀に制作されたと判明[367]。
  - エジプト最高裁、国家機密をカタールに漏洩した罪でムハンマド・ムルシー前大統領に終身刑の判決[368]。
  - コンゴ民主共和国、南キヴ州カマニョラ（英語版）で15日、隣国ブルンジの難民と軍が衝突。軍が発砲し難民36人が死亡したと国連コンゴ安定化派遣団が声明[369]。
- 9月17日
  - 15日のロンドンでの地下鉄内爆発事件で、ロンドン西部ハウンズローにて21歳の男を拘束[370]。
  - ペルーのクチンスキ大統領、15日に総辞職したサバラ首相の後任にメルセデス・アラオス（英語版）第2副大統領を任命[371]。
- 9月18日
  - スペイン政府は駐スペイン北朝鮮大使にペルソナ・ノン・グラータを通告。9月30日までに国外退去を要求。核実験強行に抗議。メキシコ、ペルーに次いで3カ国目。また、中東湾岸諸国で唯一国交があるクウェートも、駐在する外交官を大使から臨時代理大使に格下げすることを発表[372][373]。
  - バングラデシュ、ダッカで強硬派イスラム団体が主体となった2万人が、ロヒンギャ族問題でミャンマー政府に抗議のデモ。ミャンマー大使館を取り囲んで虐殺行為停止を訴えた[374]。
- 9月19日
  - メキシコ、首都メキシコシティに隣接するプエブラ州チアウトラ・デ・タピア（スペイン語版）7km西方で午後1時14分、M7.1の地震が発生。メキシコシティでは小学校が倒壊し、児童21人が死亡するなど、地震発生後72時間が経過した22日午後1時14分までに293人が死亡[375][376][377]。
  - ミャンマー、アウンサンスーチー国家顧問が首都ネピドーで国民向けに演説。ロヒンギャ族問題で国際的な調査を受け入れる用意があり、また難民の帰還にも前向きな姿勢を示した。この演説に陸慷（中国語版）中国外交部報道局長は評価を示す一方、グテレス国連事務総長は評価を保留し、ミャンマー政府の軍事活動停止を強く迫った[378][379][380]。
- 9月20日 - 核兵器禁止条約の署名式典が国連本部で行われ、51カ国が署名[381]。
- 9月21日
  - トランプ大統領、北朝鮮と取引する企業・個人を対象とした制裁処置を行う大統領令に署名[382]。
  - バングラデシュ、コックスバザールでロヒンギャ族の難民支援物資を運んでいた赤十字のトラックが事故。9人が死亡、10人が負傷[383]。
- 9月22日
  - インドネシアの災害当局、バリ島北東部アグン山の噴火の危険が高まったとして警戒レベルを最高位に引き上げ、付近の住人が避難[384]。
  - タイ、南部パッターニー県で幹線道路に仕掛けられた爆弾が爆発し、兵士4人が死亡、6人が負傷[385]。
  - トルコ、ミス・ワールドに同国代表で選出された女性が2016年トルコクーデター未遂事件の犠牲者を称えるかのような内容のツイートをしていたとして、選出数時間後に主催者側によって選出を取り消された[386]。
  - リビア、サブラタ沖合でトリポリから出港した移民船が難破。22日までに8人が死亡、90人以上が行方不明。船は西方ズワーラに漂着し、35人が救出[387]。
- 9月23日
  - イラン国営テレビ、新型の中型弾道ミサイルの発射実験に成功したと報道。同局によれば発射されたミサイルは22日に行われた軍事パレードでお披露目された中型多弾頭型の「ホッラムシャフル（英語版）」で、射程は2千kmだという[388]。
  - サウジアラビア軍、イエメンの武装組織がサウジアラビア南部ハミース・ムシャイトに向けて弾道ミサイルを発射し、空軍がこれを迎撃したと発表。ハミース・ムシャイトにはサウジアラビアを主力とするアラブ連合軍がフーシ派の掃討作戦に用いている空軍基地がある[389]。
  - バングラデシュ当局、ラカイン州からのロヒンギャ族難民の流入がほぼ治まったと発表。これまでに43万人が流入し、同州国境沿いのロヒンギャ族はほぼ全員が避難したと見られる[390]。
- 9月24日
  - スイス、安定した食料供給のために農業生産の基盤維持や輸入の調整といった食料安全保障に関する条文を憲法に明記するかの国民投票が行われ、賛成多数で可決[391]。
  - バングラデシュ当局、同国に流入したロヒンギャ族難民の携帯電話使用、および業者による販売を禁ずる処置を発布[392]。
- 9月25日
  - マレーシア外務省、同国民の北朝鮮渡航を禁止する処置を発表[393]。
  - ミャンマー政府、ラカイン州でヒンドゥー教徒17人の埋葬された遺体を発見。前日にも28人の遺体が発掘されており、政府はアラカン・ロヒンギャ救世軍に殺害されたと声明。同地域では政府とロヒンギャ族の抗争激化が宗教紛争に発展し、仏教徒やヒンドゥー教徒3万人が武装組織の攻撃から避難しているという[394]。
- 9月26日
  - サウジアラビア、2018年6月から女性の自動車運転が解禁される勅令を発布[395]。
  - メキシコ、チワワ州シウダー・フアレスにある麻薬患者のリハビリテーション施設を武装組織が襲撃。14人が死亡[396]。
  - バヌアツ、北部アンバエ島（英語版）のマナロ山の火山活動が活発化。同国政府は「中規模の噴火」を示すレベル4に警戒レベルを定め、非常事態宣言を発動。同島の住民の7割にあたる7000人が避難[397]。
  - フィリピン、マラカニアン宮殿の敷地内にある施設で、ドゥテルテ大統領の警護隊に所属する将校が銃殺。現場に荒らされた形跡がなく、事件性は不明[398]。
- 9月27日
  - 国連、これまで把握しきれなかった分を加算してバングラデシュに避難してきたロヒンギャ族の推計を、48万と修正[399]。
  - 今月10日にアメリカに上陸したハリケーン・イルマでの死者が72人と判明。カリブ海諸島を含めると、少なくとも112人が死亡した[400]。
  - イギリスとイラクの合同調査団、紀元前331年にアレキサンダー大王がペルシア遠征の際に建築し拠点としていたカラトガ・ダルバンド（フランス語版）の場所をイラク北部・ランヤ（英語版）近郊に特定したと発表[401]。
  - イラク、25日に実施されたクルド人自治区の独立を問う住民投票で、クルド自治政府は独立支持が圧倒的多数に達したと発表。賛成票は92.73％、投票率は72.61％。投票結果に法的拘束力はない[402]。
  - ウクライナ、ヴィーンヌィツャ州カルィーニウカ近郊にある軍の武器庫が爆発。2人が負傷。3万人が一時避難。軍検察は破壊工作である可能性について捜査を開始したと発表[403]。
  - タイ最高裁判所、国外に逃亡したインラック前首相に同氏不在のまま、禁錮5年の判決を言い渡した[404]。
  - 平昌五輪公式HPに掲載された世界地図から日本列島と樺太が抜け落ちており、日本政府が訂正を要求。同日中に訂正[405]。
  - ロシア、化学兵器禁止条約に基づき、国内の化学兵器廃棄が完了したと発表。同時に、アメリカを未だ履行していないと非難[406]。
- 9月28日
  - ISIL、バグダーディー最高指導者の肉声録音とする音声を公開[407]。
  - 国連安全保障理事会、ミャンマー・ロヒンギャ族の問題で公開会合。難民が50万人を突破したことを踏まえ、グテレス事務総長は「人道と人権における悪夢」とミャンマー政府に事態収拾を強く求めた。ベイリー米国連大使も、少数民族浄化だとミャンマー政府指導部を非難[408]。
  - イラク、クルド人自治区の中心都市・アルビールの空港への全ての国際便運航を29日から停止することを発表。ターキッシュ エアラインズ、エジプト航空、ミドル・イースト航空などはすでに同政府の要請を受けて運航を停止[409]。
  - バングラデシュのベンガル湾沖でロヒンギャ族を乗せたボートが転覆。少なくとも24人が死亡、40人以上が行方不明[410]。
- 9月29日
  - 有志連合、モスル奪還作戦でのイラク軍戦死者が2016年10月から今年7月までの間に1200人〜1500人に上り、負傷者も8000人ほどになったことを発表[411]。
  - アメリカ政府、緊急要員を除いて音波による健康被害が出ている在キューバ大使館の館員やその家族を、退去させることを発表[412]。
- 9月30日
  - カナダ、アルバータ州エドモントンで車両暴走による襲撃事件。コモンウェルス・スタジアム付近で勤務中の警官を車で跳ね飛ばし、さらに下車して刃物で刺撃。そのまま逃走すると別の車で同市中心部に現れ、通行人に次々と激突した後、横転して身柄を拘束された。警官を含めて4人が負傷。実行犯は難民申請をしていたソマリア人で、自宅からはISILの旗が押収されている。ジャスティン・トルドー首相はテロ事件と断定[413]。
  - スウェーデン、イェーテボリでネオナチ団体・スウェーデン抵抗運動600人による反ユダヤ集会が強行され、それを阻止すべく集まった反対派1万人と衝突。抵抗運動のリーダーら50人ほどが逮捕され、反対派数人が負傷[414]。

### 10月
- 10月1日
  - 2017年ラスベガス・ストリップ銃乱射事件で59人死亡[415]。
  - ワシントン・ポスト紙、昨年8月にエジプト沖で拿捕、押収された北朝鮮製対戦車ロケット弾約3万発の買い手がエジプト国内の企業だったと報道[416]。
  - カメルーン、北西州、南西州といった旧イギリス領カメルーンの各都市で、分離独立派によるデモ隊と警察当局との衝突。少なくとも7人が死亡[417]。
  - スペインのカタルーニャ州で独立を問う住民投票を実施。州政府は翌日未明に賛成票が9割に達したとしプッチダモン州首相が勝利宣言、ラホイ首相は住民投票そのものの存在を否定。投票を阻止すべく警察当局が投票所に実力行使に出るなど、92人が負傷[418][419]。
  - フランス、マルセイユ・サン・シャルル駅で刃物による襲撃事件。2人が死亡。実行犯もその場で射殺。30代で犯罪歴があるという実行犯は、襲撃時に「アッラーフ・アクバル」と叫んでおり、ISILが犯行声明を出している[420]。
- 10月2日
  - エクアドル、ブラジル建設大手のオデブレヒト（英語版）社関連汚職の容疑で、ホルヘ・グラス（英語版）副大統領が逮捕[421]。
  - ラーミー・ハムダッラー　パレスチナ自治政府首相、ガザを訪問し、ハマース率いるガザ政府との和議に向けた協議を始めた。両政府は10年余り分裂状態にあった[422]。
- 10月4日
  - カンボジア、カンボジア救国党所属の国会議員55人のうち半数近くが、ケム・ソカー党首の逮捕など当局の締め付け強化を避けるために国外逃亡したことが判明[423]。
  - トルコ、ムーラ県の裁判所は、2016年トルコクーデター未遂事件でエルドアン大統領の暗殺を企てた罪に問われていた40人の被告について、うち複数の軍幹部を含む被告31人に対してはそれぞれ4回、残りの9人には1回の終身刑を下した。同事件の判決は初めて[424]。
  - ロシア国防省、シリアへの空爆でシリア征服戦線の指揮官12名が殺害されたと発表。最高指導者のアブ・ムハンマド・ジャウラニ（英語版）も瀕死の重傷だという[425]。
- 10月5日
  - 国連、サウジアラビア主導有志連合がイエメン紛争で子供の殺害、傷害を行ったとしてブラックリストに追加した。有志連合は去年も追加されていたが、資金提供を盾に撤回させていた[426]。
- 10月6日
  - アメリカ国務省、サウジアラビアにTHAADミサイルを約1兆7000億円で売却することを承認したと発表[427]。
  - フィリピン、ブラカン州サン・ホセ・デル・モンティで同市水道施設の200万リットル入り貯水タンクが破裂。家屋60軒が流され、翌日までに4人が死亡、44人が負傷[428]。
- 10月7日
  - ガーナ、首都アクラの郊外レゴンにある液化ガスの給油所で、天然ガスを積んだタンクローリーに引火し爆発。給油所と近接していたガソリンスタンドに類火して大爆発となり、少なくとも7人が死亡、130人以上が負傷[429]。
  - デンマーク警察、自作潜水艇の取材中に行方不明となり、8月21日に胴体部が発見されたスウェーデン人ジャーナリスト、キム・ウォールの頭部および脚部の遺体をキューゲ湾の海底で発見し本人と断定したと発表[430]。
- 10月8日
  - ベトナム、北部および中部6省で総雨量400ミリを超える豪雨による土砂災害、河川の氾濫が発生。13日までに54人が死亡。39人が行方不明。住宅3万3000棟が浸水または損壊し、広大な農地が壊滅状態になるなどの被害が出ている[431]。
  - ミャンマーとバングラデシュとの国境沿いにあるナフ川（英語版）で、ロヒンギャ族難民を乗せたボートが転覆。ボートには定員を大きく超える100人ほどが乗っており、10日までに23人が死亡、多数の行方不明者が出ている[432]。
- 10月9日
  - 国連安保理の北朝鮮制裁委員会、国連の制裁決議で禁止されている物品を輸送していたとして、今月5日付で北朝鮮船籍含む船舶4隻を対象に世界中の港への入港を禁止する処置を発動[433]。
  - ナミビア、ブワブワータ国立公園（英語版）で、ここ1週間でカバ100頭以上が死亡していることが判明。ポハンバ・シフェタ（英語版）同国環境相は、炭疽症感染が原因と見ている[434]。
- 10月10日
  - アメリカ海軍のミサイル駆逐艦チェイフィーが西沙諸島付近を航行し、中国を牽制[435]。
  - スペイン・カタルーニャ州のプッチダモン州首相が同州をカタルーニャ共和国とする独立宣言に署名。直後に凍結[436]。
  - トルクメニスタンのグルバングル・ベルディムハメドフ大統領、これまで無料だったガス・電気・水道をはじめとする公共料金の支払いを、国民に義務付ける法律に署名[437]。
  - マレーシア、シャー・アラム高等裁判所で金正男殺害事件の裁判が行われ、同氏遺体の顔面から致死量を超えるVXガスが検出されたことや、事件の2日前に被告が何者かに対して予行演習をしていたとみられる様子を防犯カメラが捉えていたことの証言があった[438]。
  - メキシコ、ヌエボ・レオン州カデレイタ・ヒメネス（英語版）の刑務所内で暴動。受刑者たちが看守を人質に取り放火。その後の鎮圧で受刑者13人が死亡、26人が負傷[439]。
- 10月12日
  - アラブ首長国連邦、北朝鮮の国民に対する査証の新規発行と、北朝鮮企業への免許の新規発行を停止すると発表[440]。
  - エジプト、カイロにてパレスチナ自治政府とハマース率いるガザ政府とがエジプトの仲介の下、10年に及ぶ分裂を解消することを目指した和解協議で合意。今年12月1日までにガザ地区の統治がパレスチナ自治政府に統合される予定となった[441]。
  - パキスタン軍、2012年にアフガニスタンでターリバーンに拉致されていたカナダ人男性とアメリカ人女性の夫婦、そして監禁中に出生した3人の子供を救出したと発表[442]。
- 10月13日
  - 国際連合教育科学文化機関、イリナ・ボコヴァ事務局長の後任を決める投票が行われ、オードレ・アズレ前フランス文化相が、ハマド・ビン・アブドルアジズ・カワリ（英語版）前カタール文化相（英語版）を破り当選[443]。
  - トランプ大統領、ホワイトハウスでの演説でイランの核開発問題において、2015年に欧米諸国との間で交わした核開発を制限する見返りに経済制裁を解除する合意をイランが遵守しているとは認定できないと非難し、合意離脱を問う議会に通告。イスラム革命防衛隊への制裁強化を指示した一方、一部の議員が提唱していた同組織のテロ組織指定には至らなかった。演説を受けて、イラン・ロウハニ大統領は反発の姿勢を見せた[444][445]
  - ケニア、大統領選の再投票を受けて各地でデモ隊が警察隊と衝突。野党・ライラ・オディンガ候補の地元ニャンザ州ボンドでは2人が警察に射殺。他にも銃撃された4人を含む20人ほどがキスムの病院に搬送されたという[446]。
- 10月14日
  - コートジボワール、アビジャン海岸にフランス軍がチャーターした輸送機が墜落。モルドバ人4人が死亡、仏軍兵士3人を含む6人が負傷[447]。
  - ソマリアの首都モガディシュのホテルの前で爆発物を積んだトラックが爆発。多くの市民らが倒壊した建物の下敷きになり、358人が死亡、56人が安否不明[448]。
- 10月16日
  - 米韓軍、日本海で空母ロナルド・レーガンなどが参加する合同軍事演習を開始[449]。
  - パキスタン、連邦直轄部族地域クッラム管区（英語版）で米軍所属と見られる軍事用無人航空機が武装組織の隠れ家を襲撃。20人が死亡。ターリバーンの一派、ハッカーニ・ネットワーク幹部を狙った攻撃と見られている[450]。
  - フィリピンのデルフィン・ロレンザーナ国防相、ミンダナオ島での掃討作戦でISIL系過激派組織「アブ・サヤフ」指導者のイスニロン・ハピロンと、同じく「マウテ」指導者のマウテ兄弟の兄オマルを殺害したと発表[451]。
  - マルタ、ジャーナリストのダフネ・カルーアナ・ガリジアが、セント・ポールズ・ベイ地区ビドニジャ（英語版）にある自宅付近で自動車爆弾に巻き込まれて死亡。同氏はパナマ文書を元にジョゼフ・ムスカット同国首相の妻がパナマに会社を置き、アゼルバイジャン首脳の親族からマルタでの銀行免許付与の見返りとして報酬を得ていた疑惑を報道していた[452]。同年12月4日、事件の容疑者10人が逮捕された[453]。
- 10月17日
  - 国連、8月末からパキスタンに流入したロヒンギャ族難民の数値を58万2000人に修正[454]。
  - アフガニスタン、パクティヤー州ガルデーズ（英語版）にある警察関連施設を武装組織が襲撃。銃撃と自爆攻撃で41人が死亡、158人以上が負傷。交戦の末、襲撃者も全員が死亡。また、ガズニー州でも奇襲攻撃があり、治安当局者25人と市民5人が死亡、10人が負傷。いずれもターリバーンが犯行声明[455]。
  - フィリピン、ドゥテルテ大統領がミンダナオ島マラウィにて、前日の武装組織指導者の殺害を受けて同市の解放を宣言[456]。
- 10月18日
  - カナダ、ケベック州で公共施設や交通機関、および公務員などのブルカ、ニカーブの着用を禁ずる法律が採択。同様の法律が北米で採択されるのは初めて[457]。
- 10月19日
  - アフガニスタン、カンダハール州ワイマンド地区（英語版）にあった軍事基地を武装組織が襲撃。自動車爆弾と銃撃によって兵士少なくとも43人が死亡、9人が負傷、6人が行方不明。無事だった者は2人しかおらず、基地内施設は破壊された。ターリバーンが犯行声明[458]。
  - ミャンマー、ヤンゴン近郊のカンドージー・パレス・ホテル（英語版）で火災。建物は全焼し、日本人男性1人が死亡[459]。
- 10月20日
  - アフガニスタンで、首都カブールやゴール州などのモスクが相次いで襲撃され、少なくとも72人が死亡[460]。
  - エジプト、西方砂漠（英語版）地帯のバハレイヤ・オアシス（英語版）でイスラム過激派組織と軍・警察が交戦し、少なくとも35人が死亡。ハスム運動（英語版）が犯行声明[461]。
  - シリア民主軍、ISILが首都とするラッカの解放を正式に発表[462]。
  - ノルウェー、エルナ・ソルベルグ内閣が内閣改造。外相にイネ・エリクセン・スールアイデ（英語版）国防相が就任し、シーヴ・イェンセン財務相と合わせて、内閣の三役に女性が揃うこととなった[463]。
  - マラウイ、ブランタイヤで吸血鬼の疑いをかけられた男性2人が自警団に殺害され、警察当局は124人を逮捕。マラウイでは吸血鬼が儀式の血を集めているという迷信が伝播しており、夜間外出禁止令が出ている[464]。
  - ポーランド、ウッチ県東ウッチ郡（英語版）スタロワ・ウォラ（英語版）のショッピングモールで、男が刃物を振り回し買い物客を次々と襲撃し、女性1人が死亡、7人が負傷。男は現場付近で取り押さえられた[465]。
- 10月21日
  - 世界保健機関のテドロス・アダノム事務局長、アフリカにおける非伝染性疾病対策を支援する親善大使にロバート・ムガベ辛大統領を任命。同国を医療・保険制度が行き渡った国だと絶賛した。このことにアメリカ、イギリス、カナダなどが反発。トルドー首相は「質の悪いジョークだ」と非難。23日に撤回した[466]。
  - スペイン、カタルーニャ州の自治権をカタルーニャ自治州政府から奪う「自治権の停止」を閣議決定。月内の上院承認を以て発動[467]。
- 10月22日
  - 国連、バングラデシュに流入したロヒンギャ族難民が60万人を突破したと発表。依然多くの難民がナフ川流域に集まっているという[468]。
- 10月23日
  - ティラーソン国務長官、予告なしにアフガニスタンのバグラム空軍基地を訪問し、アシュラフ・ガニー大統領と会談[469]。
  - ニカラグア、パリ協定に署名。これにより、パリ協定不参加国はアメリカとシリアの2カ国のみとなった[470]。
  - フィリピン、ロレンザーナ国防相がマラウィの戦いの終結を宣言[471]。
- 10月25日
  - クルド自治政府、先月25日に実施した独立の是非を問う住民投票の結果を「凍結」する意向を表明[472]。
- 10月26日
  - インドネシア、バンテン州タンゲランにある花火工場で爆発事故。少なくとも47人が死亡、40人以上が負傷[473]。
  - カザフスタンのヌルスルタン・ナザルバエフ大統領、カザフ語の表記文字を現在のキリル文字からラテン文字に変更するよう担当部署に指示したと発表。完全な移行は2025年予定[474]。
  - タイ、バンコクでラーマ9世の火葬式。日本からは秋篠宮文仁親王夫妻が出席。遺骨は29日にワット・ラーチャボピット寺院に収められた[475]。
  - ニュージーランド、労働党アーダーン党首が首相に就任[476]。
- 10月27日
  - スペイン・カタルーニャ州の州議会が独立宣言を賛成多数で承認。一方、スペイン上院は同州独立を阻止する強い権限をラホイ首相に与えることを承認。首相は直ちに州議会の解散とプチデモン州首相の罷免を決定した[477][478]。
- 10月28日
  - ギリシャ、5月25日にルーカス・パパデモス元首相が爆発物によって負傷した事件で、爆発物を送りつけた容疑で29歳の男を逮捕[479]。
  - ソマリア、モガディシオ中心部のホテル前でトラックに積まれた爆発物による爆破テロ事件。25人が死亡、30人以上が負傷。アル・シャバブが犯行声明[480]。
  - ネパール、第三州ダーディン郡ダーディン・ベシ（英語版）で定員超過のバスが道からそれてトリシュリ川（英語版）に転落し、子供11人を含む少なくとも31人が死亡[481]。
  - 国際刑事裁判所、1年前から脱退を表明していたブルンジの脱退を通告。同組織からの脱退国は設立以来初めて[482]。
- 10月29日
  - インドネシア火山地質災害対策局、9月22日に最高位に上げていたバリ島北東部アグン山の噴火レベルを、ここ数日活動が落ち着いてきたとして、一段階下げることを発表[483]。
  - サウジアラビア、来年から女性のスポーツ競技場入場を許可する声明を発表[484]。
- 10月30日
  - クルド自治政府、バルザニ議長が辞意を表明[485]。
  - デンマーク警察、自作潜水艦の中でジャーナリストを殺害、遺体を切断して投棄した容疑がかけられていた発明家の男が容疑を認めたと発表[486]。
  - パキスタン、パンジャーブ州ムザッファルガル（英語版）で、夫とその親族12人に毒入りのラッシーを飲ませ殺害したとして、妻と愛人、愛人のおばが逮捕[487]。
  - フィリピン、ドゥテルテ大統領が訪日、安倍首相と会談[488]。
- 10月31日
  - タイ政府、2ヶ月前に国外逃亡したインラック前首相のパスポートを無効としたことを発表[489]。
  - 中韓両政府、THAADミサイル配備で冷え込んでいた両国の関係改善に関する合意を得たと発表。この内、華春瑩報道官は韓国側が「THAADミサイルの追加配備排除」「アメリカのミサイル防衛への不参加」「韓米日安保協力を軍事同盟に発展させない」という3項目を表明したと発表。康京和外交部長官も前日の韓国国会で同様の言及をしている[490][491]。

### 11月
- 11月1日
  - 中国、今年の孔子平和賞にカンボジアの首相フン・センが選ばれたことを発表[492]。
- 11月2日
  - トランプ米大統領、来年2月に任期が切れる連邦準備制度理事会理事長にジェローム・パウエル理事を指名[493]。
  - スペイン検察当局、ベルギーに出国して出頭要請に応じなかったプチデモン前州首相ら前自治政府の閣僚5人の逮捕状を請求。翌3日に司法当局がこれに応じ、同氏らを国際指名手配に指名した[494]。
- 11月3日
  - イヴァンカ・トランプ大統領補佐官が訪日[495]。
  - アルゼンチン、アマド・ブドゥー（英語版）前副大統領が資産隠蔽や資金洗浄の容疑で逮捕[496]。
  - ソマリア、アメリカ軍の無人航空機・RQ-1 プレデターがISIL戦闘員に対して爆撃を行う。同地でのISIL攻撃は初めて[497]。
- 11月4日
  - シリア、先日シリア軍が奪還したデリゾール近郊でISILの自動車爆弾による襲撃事件。避難民ら少なくとも75人が死亡、140人が負傷[498]。
  - サウジアラビア、サルマーン王太子が指揮する汚職対策委員会が王子11人、現職の大臣4人、大臣経験者数十人を拘束。拘束された王子の中には、ムトイブ・ビン・アブドゥッラー（英語版）国家警備相や富豪として知られるアル＝ワリード・ビン・タラール王子なども含まれている[499]。
  - サウジアラビア、首都リヤドを標的としたイエメン・フーシによる弾道ミサイル攻撃。上空で迎撃・破壊され、ミサイルの破片の一部がキング・ハーリド国際空港敷地内に落下[500]。
  - レバノン、サード・ハリーリー首相、訪問先のサウジアラビアで国内のシーア派勢力の台頭によってスンニ派である自身の身に危険が及んだことを理由に辞任する意向を示した[501]。
- 11月5日
  - 国際調査報道ジャーナリスト連合と加盟報道機関、タックス・ヘイヴン取引に関する約1340万件の電子文書群、「パラダイス文書」を公開[502]。
  - トランプ大統領が米軍横田基地に到着。基地駐留軍人に演説を行った後、霞ヶ関カンツリー倶楽部で安倍総理とゴルフを楽しんだ。翌日、赤坂迎賓館にて対談後、共同記者会見に臨んだトランプ大統領は、「戦略的忍耐の時代は終わった」と北朝鮮の核ミサイル開発を非難。安倍総理も新たに35の個人・団体を資産凍結の対象とする対北制裁を発表。合わせて、北朝鮮拉致被害家族と面会。その後、大統領夫妻は天皇・皇后と対面した[503][504][505]。
  - イエメン、アデンでISILによる自爆テロ及び人質事件。治安部隊の兵士と警察官合わせて29人と民間人6人が死亡[506]。
  - 台風23号がベトナム中部を直撃。カインホア省では16人が死亡、10人が負傷するなど、7日までに69人が死亡。アジア太平洋経済協力首脳会議を控えたダナンも被害を受けた[507][508]。
- 11月6日
  - 国連安全保障理事会、ロヒンギャ族への迫害問題で、ミャンマー政府に対し、「さらなる過剰な軍事力行使」を止めるよう求める議長声明を採択。イギリス、フランスは決議案採択を求めたが、中国などが難色を示し、議長声明に留まった[509]。
  - 国際赤十字赤新月社連盟、2014年から2016年の間に、シエラレオネ、ギニア、リベリアなどでのエボラ出血熱治療活動中に職員が不正を行って流出した損失が約6億8千万円に上ったことを表明[510]。
  - フィリピン国家警察、マラウィの戦いで指導者を失ったISIL系過激派組織が、後継としてジェマ・イスラミアに所属していたマレーシア人テロリスト、アミン・バコを擁立したと発表[511]。
- 11月7日
  - シリア、パリ協定への参加を表明。非参加国はアメリカ1カ国となった[512]。
- 11月8日
  - トランプ大統領、第3の訪問国である中国を訪問。中国は故宮で夕食会を催し、翌9日も人民大会堂で歓迎式典を行うなど厚遇でもてなす姿勢をアピールした。首脳会談では、トランプ大統領が「解決策はまだあると信じている」と北朝鮮への圧力強化を求めるとともに、米中間貿易の是正をするための具体策を要求した。対する習近平中国最高指導者はエネルギーや航空機など、約28兆8千億円に上る巨大商談を展開した。[513][514]。
  - コロンビア、北西部アンティオキア県アパルタド（英語版）にあるバナナ農園でコカイン12トンを押収。同国で一度に押収されたコカインの量としては過去最大[515]。
  - シリア軍、同国におけるISIL最後の拠点都市、アブ・カマルを奪還[516]。
  - ニンテンドー3DSとWii Uのミーバースとインターネットブラウザーを終了[517]。
- 11月9日 - イギリス、日本時間2019年3月30日午前8時にEUを離脱することを、現在英議会で審議中のブレグジット法案に明記する方針を示した[518]。
- 11月10日
  - アジア太平洋経済協力参加国首脳会議がベトナム・ダナンで開催。関連会合で演説したトランプ大統領は環太平洋戦略的経済連携協定に絡めて改めて2国間貿易協定にこだわる姿勢を明確にした。また、環太平洋パートナーシップ協定早期合意に向けた協議が行われ、前日の閣僚会合で大筋合意が取られたが、この日になってトルドー加首相が首脳会合を欠席し、合意には至らなかった[519][520]。
  - サウジアラビア主導連合軍、フーシ派が実効支配している首都サヌアの国防省を空爆[521]。
- 11月11日
  - ポーランド、独立記念日に合わせて首都ワルシャワで国粋主義団体主催のデモ行進が行われ、6万人が参加した[522]。
- 11月12日
  - イラク、イラン国境に近いイラン・ケルマンシャー州ハラブジャから南西に30キロほどを震央としたMw 7.3の地震。14日までの段階で、カスレ＝シーン（英語版）、エズラレ（英語版）などの街があるイラン側の死者421人、負傷者数人に達した。人口が少ないイラク側は9人が死亡、400人以上が負傷[523]。
  - コスタリカ、ハコ（英語版）でM 6.6の地震。3人が地震のショックで死亡[524]。
  - コンゴ民主共和国、ルアラバ州で燃料を積んだ貨物列車が谷に転落。33人が死亡。犠牲者の多くが違法乗車だった[525]。
  - ペルー、ランバイエケ県のベンタロン遺跡が施設の火災によって損傷。アメリカ大陸最古とされている紀元前2000年頃の壁画も焼失したと思われる[526]。
- 11月13日
  - シリア、アレッポ県アタリブ（英語版）の市場に3度の空爆があり、民間人61人が死亡。シリア人権監視団は、シリア政府軍もしくはロシア軍による空爆と言及。空爆当時、アル＝ヌスラ戦線率いるシリア解放機構が他組織との停戦交渉を行っていたという。また、同町は今年に入ってシリアの同盟国であるロシアとイラン、そして反体制派を支持するトルコの3か国が設置に合意した「安全地帯」に含まれている[527][528]。
  - ハノイを訪問した習近平国家主席（党総書記）がチャン・ダイ・クアン国家主席と会談し、南シナ海の緊張緩和に向け、衝突を避けることで合意[529]。
- 11月14日 - サンフランシスコ市議会、中国系米国人らの民間団体が設立した慰安婦像と碑文の寄贈を受け入れる決議を全会一致で可決[530]。
- 11月15日
  - レオナルド・ダ・ヴィンチの油彩画、「サルバトール・ムンディ」がクリスティーズでオークションにかけられ、手数料を含めて4億5031万2500ドルという史上最高落札額で落札された[531]。
  - ギリシャ、サイクロン・ヌマ（英語版）の影響で、夜間に降り続いた豪雨から洪水が発生し、アテネ近郊の3つの街で16人が死亡[532]。
  - ジンバブエ、同国軍が首都ハラレの国営放送局を占拠。政府施設や議会、裁判所も封鎖される。ムガベ大統領は隣国南アフリカのジェイコブ・ズマ大統領に、電話で自宅軟禁下に置かれていると説明[533]。
- 11月16日
  - 国連総会第三委員会、ロヒンギャ族問題でミャンマー政府に対し、軍事力行使の停止や国道の無制限人道支援の許可などを求める決議案を賛成135で可決。ミャンマー、中国、ロシアなど10カ国が反対。日本など26カ国が棄権した[534]。
  - カンボジア最高裁判所、カンボジア救国党に解党を命じるとともに、所属する政治家118人に対し今後5年間の政治活動を禁止する判決を下した。現在、国会の44％を占める議席は少数野党に割り振られる。与党カンボジア人民党は今年2月に、党首が有罪となった政党は解党処分となるという条項を追加していた[535]。
  - シンガポール、今月8日以降、北朝鮮との貿易を停止していることを発表[536]。
- 11月17日
  - 国連安全保障理事会、今年4月にシリアで起きたとされる化学兵器攻撃に関して、国連主導の調査の期間を30日間延長する決議案の採決を行ったが、ロシアが拒否権を行使したことにより否決[537]。
  - イギリス、2018年からの上院の儀式を司る黒杖官にサラ・クラーク（英語版）を指名。黒杖官に女性が就任するのは同国憲政史上初[538]。
  - ベネズエラ、8月1日に拘束されていたアントニオ・レデスマ（英語版）前カラカス市長が同国を脱出。コロンビア経由でスペインに到着した[539]。
- 11月18日
  - 中国、チベット自治区林芝市メンリン県でM6.9の地震が発生[540]。
- 11月19日
  - コロンビア、アンティオキア県サバナラルガ（スペイン語版）でトラックを改造したバスが谷底に転落し、14人が死亡、41人が負傷[541]。
  - モロッコ、エッサウィラ県（英語版）シディ・ブラアラム（英語版）で、慈善活動家による食料の配給に大勢が殺到し、女性少なくとも15人が死亡、5人が負傷[542]。
- 11月20日
  - トランプ大統領、北朝鮮をテロ支援国家に再指定すると発表。2008年に指定解除して以来9年ぶり[543]。
  - イスラエル、テルアビブでユダヤ教超正統派への兵役義務化に抗議するデモ。警官隊と衝突し、33人が逮捕[544]。
  - ニューカレドニア、ロイヤルティ諸島東方82キロ前後の沖合でM7.0の地震[545]。
- 11月21日
  - イラク、サラーフッディーン県トゥーズ・フールマートゥー（英語版）の市場で、トラック爆弾による爆破テロ事件。少なくとも32人が死亡、75人以上が負傷[546]。
  - インドネシア、バリ島のアグン山から噴煙が発生[547]。
  - ソマリア、アメリカ軍のプレデターによるアル・シャバブへの空爆で、同組織の戦闘員100人余りが殺害[548]。
  - ナイジェリア、アダマワ州ムビ（英語版）にあるモスクで自爆テロ事件。少なくとも50人が死亡。ボコ・ハラムによる犯行と見られている[549]。
  - レバノン、ハリーリー首相が帰国[550]。
- 11月22日
  - 岩国飛行場から空母ロナルド・レーガンへ兵員を輸送していたC-2 グレイハウンドがフィリピン海で墜落。乗員11人のうち8人が救助[551]。
  - オランダ、デン・ハーグの旧ユーゴスラビア国際戦犯法廷、ラトコ・ムラディッチに終身禁錮を言い渡した[552]。
  - ナイジェリア、アダマワ州ヌマン（英語版）でキリスト教徒のバチャマ族（英語版）農民が、イスラム教徒であるフラニ族の集落を襲撃。少なくとも30人が死亡[553]。
- 11月24日
  - エジプト、北シナイ県アリーシュ近郊のビール・アルアベド（英語版）にあるモスクを武装集団が襲撃。武装集団は全地形対応車数台でモスクを包囲して建物や車を爆破し、逃げ惑う信者に発砲。235人が死亡、109人が負傷し、同国では近年最悪の事件となった。25日現在、犯行声明は出されていない[554]。
  - キルギス、ソーロンバイ・ジェーンベコフが大統領に就任[555]。
  - ジンバブエ、ムガベ前大統領の後任として22日に帰国したムナンガグワが就任[556]。
  - 大阪市の吉村洋文市長、慰安婦像の寄贈を受け入れたサンフランシスコ市との姉妹都市解消を表明[557]。
  - 南アフリカ最高裁、殺人罪で禁錮6年の有罪判決が確定し服役中のオスカー・ピストリウスの刑期を、禁錮13年5月に引き上げた[558]。
- 11月27日
  - イギリス、ヘンリー王子とアメリカの女優、メーガン・マークルとの婚約が発表[559]。
  - 英オックスフォード市、ロヒンギャ族への対応に消極的だったとして、アウン・サン・スー・チーに授与していた「市の自由（英語版）」称号を剥奪[560]。
  - ベルギー、エノー州モルランヴェル（英語版）の信号で列車と車が衝突事故。その撤去作業中に列車が突然始動し、14キロメートルを暴走。保線作業員2人が轢かれ死亡。7人が負傷[561]。
  - フランシスコ法王がミャンマーを訪問[562]。
- 11月29日
  - オーストラリア議会上院、同性婚合法化法案を賛成43、反対12で可決[563]。
  - オランダ、デン・ハーグの旧ユーゴスラビア国際戦犯法廷、元クロアチア防衛評議会司令官のスロボダン・プラリャクに懲役20年を言い渡した。プラリャクは判決の直後「判決を拒否する」と叫び、判事らの目前で毒とみられる液体を飲み自殺した[564]。
  - 北朝鮮、日本時間午前3時18分ごろ、平安南道平城市付近から日本海に向けて弾道ミサイル1発を発射。約53分間、約1千キロ飛来し、青森県西方約250キロの日本の排他的経済水域に落下したと見られる。朝鮮中央テレビは金正恩委員長の立ち会いの元、新型大陸間弾道ミサイル「火星15」の発射実験に成功したとする政府声明を発表し、「国家核戦力完成」を宣言した。到達高度が過去最高の4475キロに達するロフテッド軌道での発射であり、通常軌道ならばアメリカ東海岸を含む米全土が射程に入るとの見方が出ている[565]。
  - 南スーダン、ジョングレイ州都ボル北方に住むディンカ族の村々が27、28日両日ムルレ族（英語版）の武装集団に襲われ、少なくとも計50人が殺害され、女性と子ども約60人が拉致された[566]。
- 11月30日 - 同月10日にウシュアイアへの通常任務に出たアルゼンチン海軍の潜水艦のサンファンが15日から消息を絶っていることが判明し、この日乗組員44人の救助を断念[567]。

### 12月
- 12月1日 - 1993年以来となる皇室会議にて天皇の譲位の日程が2019年4月30日に決定[568]。同月8日に閣議決定され、13日付けで官報により政令として公布された。
- 12月4日 - イエメンの反政府勢力フーシがアリー・アブドッラー・サーレハ前大統領を殺害したと発表[569]。
- 12月21日
  - 国連総会、エルサレムをイスラエルの首都と認定したアメリカ政府の決定を無効とする決議案の採決が行われ、賛成128、反対9、棄権35で採択された。日本やEU諸国は賛成、カナダ、オーストラリア、メキシコ、フィリピンなどは棄権した[570]。
  - 韓国、京畿道の中西部前線で、北朝鮮の兵士1人が軍事境界線を越えて韓国に亡命[571]。
  - フィリピン、ケソン州レアル（英語版）からポリロ島に向かっていたフェリーが転覆。乗客251人のうち、少なくとも4人が死亡、100人以上が救助された[572]。
- 12月23日 - フィリピン・ミンダナオ島のダバオのショッピングモールで火災が発生し、37人が死亡[573]。
- 12月28日 - イランで大規模な反政府デモが発生。北東部マシュハドで28日に始まり、他の都市に広がっていった。イランの最高指導者ハメネイ師の統治体制を批判するものもあらわれた[574]。
- 12月31日 - ケニア中部で大型貨物トラックとバスが正面衝突し、36人が死亡、11人が負傷[575]。

## 周年
- 1月14日 - マルグレーテ2世女王（デンマーク）即位45周年。
- 1月15日 ‐ スーパーボウル開催から50周年。
- 2月6日 - エリザベス2世女王（イギリス連邦王国）即位65周年。
- 2月15日 - ワルツ『美しく青きドナウ』初演150周年。
- 2月20日 ‐ アメリカ合衆国初の有人地球周回飛行から55周年。
- 2月22日
  - Xbox発売から15周年。
  - 世界初のクローン羊の開発成功発表から20年。
- 2月23日
  - ロシア2月革命から100周年。
  - 肉眼で観測された最後の超新星『SN 1987A』の初観測から30周年。
- 2月28日 - 二・二八事件から70年[576]。
- 3月8日 - ニューヨーク証券取引所設立200周年。
- 3月18日 - トゥポウ6世国王（トンガ王国）即位5周年。
- 4月1日 - 20世紀最大の彗星『ヘール・ボップ彗星』近日点通過から20年。
- 4月22日 ‐ 在ペルー日本大使公邸占拠事件終結から20年。
- 5月3日 - 日本国憲法の施行から70年[577]。
- 5月6日 - ヒンデンブルク号爆発事故から80年。
- 5月11日 ‐ スーパーコンピュータがチェス世界チャンピオンに史上初の勝利から20周年。
- 5月14日 - スターアライアンス設立20周年。
- 5月21日 ‐ 史上初の大西洋単独無着陸飛行成功から90周年。
- 5月22日 ‐ ラグビーワールドカップ開催から30周年。
- 5月25日 - 劇場版『スター・ウォーズ・シリーズ』上映開始から40周年。
- 5月27日 - 長谷川町子没後25周年。
- 5月28日 - フォルクスワーゲン設立80周年。
- 6月5日 ‐ 第三次中東戦争開戦から50年。
- 6月20日 - トゥイアトゥア国家元首（サモア独立国）即位10周年。
- 6月24日 ‐ ケネス・アーノルド事件から70年。
- 6月25日 ‐ 世界初の衛星中継のテレビ番組『OUR WORLD 〜われらの世界〜』放送から50周年。
- 6月29日 - Appleの初代iPhone発売から10年[578]。
- 7月1日 - 香港返還20周年[579]。
- 7月7日 - 盧溝橋事件の発生から80年[580]。
- 7月8日 ‐ ロズウェル陸軍飛行場によるロズウェル事件の公表から70年。
- 7月9日 ‐ ウィンブルドン選手権開催から140周年。
- 7月19日 - ヘルシンキオリンピック開幕から65周年。
- 7月22日 - 日本の漫画ONE PIECEの連載開始から20周年。
- 7月29日 - 通州事件から80年[581]。
- 8月8日 - 東南アジア諸国連合（ASEAN）結成50周年[582]。
- 8月23日 -「＃」がハッシュタグとして用いられて10年[583]。
- 9月5日 - ミュンヘンオリンピック事件から45年。
- 9月16日 - 歌手の安室奈美恵がデビューから25年。
- 9月28日 ‐ ダッカ日航機ハイジャック事件から40年。
- 10月4日
  - 世界初の人工衛星『スプートニク1号』打ち上げ成功から60周年。
  - ハサナル・ボルキア国王（スルターン）即位50周年。
- 10月5日
  - 劇場版『007シリーズ』上映開始から55周年。
  - ザ・ビートルズ、デビュー曲『ラヴ・ミー・ドゥ』発売から55周年。
- 10月19日 ‐ 史上最大規模の世界的株価大暴落『ブラックマンデー』から30年[584]。
- 10月23日 ‐ アメリカ合衆国によるキューバ海上封鎖表明（キューバ危機）から55年。
- 10月31日 - マルティン・ルターによる宗教改革から500周年[585]。
- 11月2日 ‐ バルフォア宣言から100年。
- 11月4日 ‐ ツタンカーメン王の墓発見から95周年。
- 11月7日 - ロシア10月革命から100年[586]。
- 11月9日 - 大政奉還150周年。
- 11月17日 - ルクソール事件から20年。
- 11月20日 - エリザベス2世女王・エディンバラ公爵フィリップ王配結婚70周年。
- 11月29日 - 大韓航空機爆破事件から30年。
- 12月 - 南京大虐殺から80年[587][注 1]。
- 12月3日 ‐ 世界初の心臓移植手術成功から50年。
- 12月7日 ‐ アポロ計画における最後の飛行であるアポロ17号の打ち上げから45周年。
- 12月21日 - ディズニー世界初の長編アニメーション映画シリーズ上映開始から80周年。

## 天文現象
- 8月21日 - （現地時間）アメリカ合衆国で皆既日食を観測[289][290]。

## 芸術・文化・ファッション

### 映画
日付は本国公開日。
本国公開・日本公開ともに当年
- 2月10日 - レゴバットマン ザ・ムービー（監督：クリス・マッケイ＝ロバーツ）
- 3月3日 - LOGAN/ローガン（監督：ジェームズ・マンゴールド）
- 3月10日 - キングコング:髑髏島の巨神（監督：ジョーダン・ヴォート＝ロバーツ）
- 3月17日 - 美女と野獣（監督：ビル・コンドン）
- 4月28日 - バーフバリ 王の凱旋（監督：S・S・ラージャマウリ）
- 5月5日 - ガーディアンズ・オブ・ギャラクシー:リミックス（監督：ジェームズ・ガン）
- 6月2日 - ワンダーウーマン（監督：パティ・ジェンキンス）
- 6月16日 - カーズ/クロスロード（監督：ブライアン・フィー（英語版））
- 6月28日 - ベイビー・ドライバー（監督：エドガー・ライト）
- 6月30日 - 怪盗グルーのミニオン大脱走（監督：カイル・バルダ、ピエール・コフィン）
- 7月19日 - ダンケルク（監督：クリストファー・ノーラン）
- 9月8日 - IT/イット “それ”が見えたら、終わり。（監督：アンディ・ムスキエティ）
- 10月6日 - ブレードランナー 2049（監督：ドゥニ・ヴィルヌーヴ）
- 10月16日 - ゴッホ 最期の手紙（監督：ドロタ・コビエラ＝ロバーツ（英語版）、ヒュー・ウェルチマン＝ロバーツ（英語版））
- 11月3日 - マイティ・ソー バトルロイヤル（監督：タイカ・ワイティティ）
- 12月15日 - スター・ウォーズ/最後のジェダイ（監督：ライアン・ジョンソン）

本国公開映画（日本公開は翌年以降）
- 3月31日 - ボス・ベイビー（監督：トム・マクグラス）
- 7月28日 - 絵文字の国のジーン（監督：トニー・レオンディス（英語版））
- 9月22日 - キングスマン:ゴールデン・サークル (監督: マシュー・ヴォーン)
- 11月22日 - リメンバー・ミー（監督：リー・アンクリッチ）
- 12月8日 - シェイプ・オブ・ウォーター（監督：ギレルモ・デル・トロ）
- 12月20日 - グレイテスト・ショーマン（監督：マイケル・グレイシー）
- 12月20日 - ジュマンジ/ウェルカム・トゥ・ジャングル（監督：ジェイク・カスダン）

### 文学
- ダヴィド・ラーゲルクランツによる『ミレニアム』第5部が発売[588]。

### ゲーム
- 任天堂の家庭用ゲーム機「Nintendo Switch」が日本、北米、欧州、オーストラリア、香港などで同時発売。

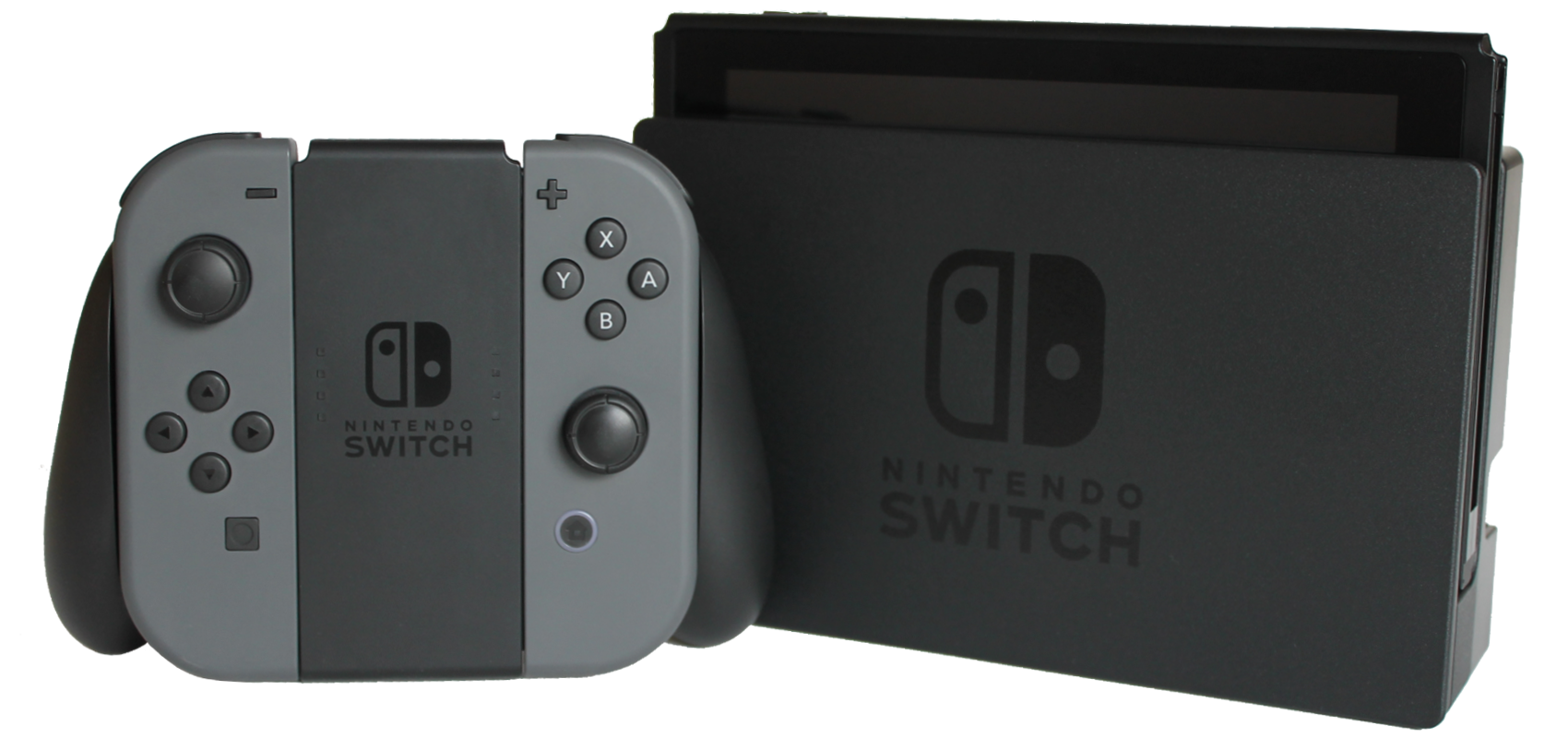
Nintendo Switch

## 誕生
- 8月4日 - アオイエリカ、アンドロイドアナウンサー
- 8月31日 - ガブリエル (ダーラナ公)

### 人物以外
- 4月1日 - コントレイル (競走馬)、競走馬

## ノーベル賞
- 物理学賞：レイナー・ワイス、バリー・バリッシュ、キップ・ソーン
- 化学賞：ジャック・ドゥボシェ、ヨアヒム・フランク、リチャード・ヘンダーソン
- 生理学・医学賞：ジェフリー・ホール、マイケル・ロスバッシュ、マイケル・ヤング
- 文学賞：カズオ・イシグロ
- 平和賞：核兵器廃絶国際キャンペーン
- 経済学賞：リチャード・セイラー